# Dějiny anglického krajinářského parku
Dějiny anglického krajinářského parku jsou historií proměny stylu anglický park (původní název English gardening), který vznikl v Anglii na počátku 18. století, a rozšířil se po celé Evropě.

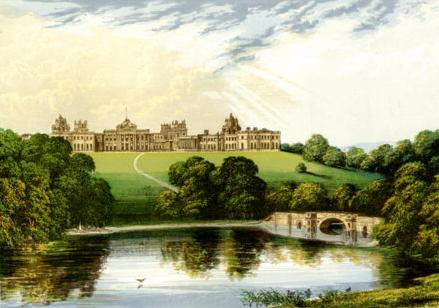
Blenheimský palác. Park upravil architekt Capability Brown do podoby klasického anglického parku.

## Historické souvislosti
Zahradničení do Británie přinesli Římané, o čemž lze jen málo pochybovat. Strabón (zhruba 25 před n. l.) píše „Lid Británie je obecně nevědomý co se týče umění zahradnictví a pěstování rostlin, stejně jako dalších částí zemědělství.“ (sv.III str. 200), ale Tacitus o půlstoletí později (79 př. n. l.), poznamenává, že „půda a klima je velmi vhodné pro všechny druhy štěpů, s výjimkou révy a olivy; a pro všechny rostliny a jedlou zeleninu, kromě několika, které jsou vlastní žhavějším zemím.“ (Vita Agric., kap. XIV.) Později byly nalezeny různé části země hodící se pro révu a víno bylo prokazatelně vyrobeno v Anglii ke konci 3. století, za vlády císaře Probuse. Zbytky římských vil objevených v různých částech země mohou být považovány za existující důkaz z období, kdy v Británii bylo zavedeno římské zahradnictví, stejně jako umění zahradní architektury, ale i kulturní pěstování a šlechtění plodin pod dohledem státní správy. Plinius například výslovně praví, že třešně byly pěstovány v Británii asi od poloviny prvního století, přičemž v Itálii jejich pěstování zavedl Lucullus jen o století dříve. Z uvedeného faktu vyplývá zásadní vliv římského zahradnictví a tedy nepochybně i umění architektury na starověkou Británii. Vzhledem k znalostem římského zahradnictví není tedy divu, že archeologické důkazy prokázaly v Británii pěstování šlechtěných květin (např. růží), stálezelených a vůbec okrasných dřevin pěstovaných také v Římě. Stejně jako v Římě byly v Británii stříhané živé ploty ze zimostrázu (zahrada ve Fishbourne). Jsou také známy římské zahrady u vil bohatých majitelů s volně rostoucími stromy a keři, které byly podobné přírodně krajinářským parkům. Sloužily jako obory pro zvěř. Britské zahradnictví, coby umění vkusu, bylo však po pádu Římské říše ztraceno na následujících tisíc let. Z jedenáctého století se dochovaly určité písemné zmínky týkající se Anglie, z patnáctého století se zmiňuje několik údajů o zahradní architektuře ve Skotsku a ze sedmnáctého století o zahradnickém umění v Irsku. Moderní zahradničení v Británii se v období po pádu Římské říše začalo více rozvíjet až během vlády Jindřicha VIII. Další silné podněty pak přišly v období vlády Karla II., s pravidelným stylem barokních zahrad architekta Le Nôtre a během vlády Jiřího II. K dalšímu rozvoji pak došlo v období vlády Jiřího III. s rostlinami dováženými ze Severní Ameriky, a nakonec díky organizaci Horticultural Society.

### První zmínky o zahradách a upravených pozemcích v Anglii
Jindřich I. (1100 n. l.), třetí král po Vilému Dobyvateli, měl podle Henry Huntingdona krajinný park ve Woodstocku. Není složité dovodit, že tento park původně patřil k velkolepé římské vile, jejíž rozsáhlé rozvaliny, zabírající téměř 2,5 hektaru (šest akrů), byly nedávno odhaleny v sousedství pozemku vévody Marlborougha. O období panování Jindřicha II. (1154) píše Daines Barrington (podle Fitzstephena), že občané Londýna měli zahrady u svých vil, „velké, krásné, a osázené stromy“. V díle od Du Cerceaua, Architektura, publikovaném v době Jindřicha III., stěží najdeme parcelu, kterou nezdobí květinový sad nebo labyrint.

### Anglické zahrady a obory v 15. a 16. století

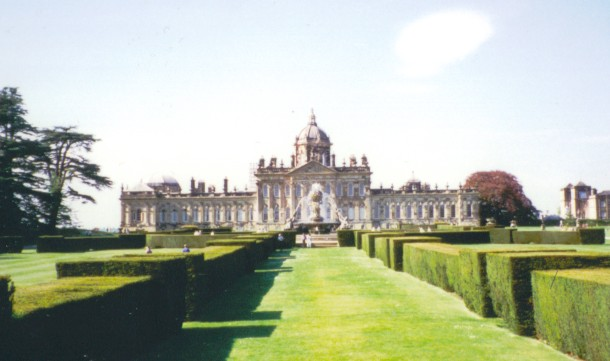
Park u hradu Howard (1699-1712), předchůdce anglické zahrady modelovaný podle zahrady ve Versailles

Leland ve svém díle Itinerary popisuje, že na konci 15. století byly ve Wresehill Castelle v Yorkshire zahrady větší než by bylo správné. A v sadech na kopcích se nacházely udržované topiari (stromy či keře zastřihované do specifických tvarů). Takový kopec ještě existuje v blízkosti hradu v Marlborough. Je pokrytý starověkými tisy, které jsou dávno udržovanými topiari. Leland se také zmínil o zahradách v Morli v hrabství Derbach. Během vlády Jindřicha VII. Holingshed poznamenává, že velké parky nebo ohraničené lesy, velké několik mil v obvodu, jsou poměrně běžné. Jejich počet v Kentu a Essexu čítá více než sto (s. 204). Hrabě z Northumberlandu měl v Northumberlandu, Cumberlandu a Yorkshire dvacet parků (obor) s 5771 kusy černé zvěře a daňků. Vlastnil také parky v hrabství Sussex a dalších jižních okresech. Tyto parky byly vytvářeny spíše z nezbytnosti než z luxusu. Nájemců půdy nebylo podle těchto údajů tolik jako v dřívějších dobách.
Během vlády Jindřicha VIII. byly v Nonsuche založeny královské zahrady. V Nonsuche, říká Hentzner, jsou háje zdobené trelážemi, altány a chodníky krytými stromy, se sloupy a pyramidami z mramoru, dvě fontány, které chrlí vodu, jedna kulatá, další jako pyramida, na které jsou všude malí ptáci, již chrlí vodu ze svých zobáků. Tyto zahrady jsou uvedeny také v přehledu z roku 1650, století po smrti Jindřicha VIII. Byly ohraničeny a rozděleny na několik alejí, oddělení a okruhů, rozprostírajících se mezi živými ploty z trnitých keřů. Na severní straně se nacházela zelinářská zahrada, velmi prostorná, obklopená čtrnáct stop vysokými zelenými stěnami. Na západě byla divočina oddělená od malého parku živým plotem, který vedl okolo desetiakrového pozemku. V západní zahradě byly pyramidy, fontány a nádrže z mramoru, z nichž jedna byla „obklopena šesti fialovými stromy, které nenesou žádné ovoce, ale jen velmi příjemně voní.“ V západní části zahrady rostlo kromě šeříků 144 ovocných stromů, dva tisy, a jeden jalovec. V zelinářské zahradě se nacházelo sedmdesát dva ovocných stromů a jedna lípa. Později byl před palácem založen trávník pro bowling, ohraničený kamenným okrajem. „V této zahradě,“ poznamenal Daines Barrington, „najdeme četné takové ozdoby starých anglických zahrad, které se udržely až do moderní doby ve stylu představeném Kentem.“
Během vlády královny Alžběty I. byly založena sídla Hatfield, Lord Treasurer Burleigh's, Holland House a další, u kterých nechyběly rozsáhlé zahrady. O Hatfieldu Hentzner říká, „…zahrady jsou obklopeny vodní plochou, s loďkou lze veslovat skrze aleje dobře ořezávaných stromů a skrz labyrinty vytvořené ze cenu ohromných nákladů. Jsou zde vodotrysky a letohrádky, s mnoha příjemnými a pěknými rybníky.“ Sochy byly velmi hojné. Gardener's Labyrinth (Zahradníkův průvodce), vydaný během období vlády Alžběty I., obsahuje obrázky „knots“ a bludišť chytře vedených pro zkrášlení zahrad.
Knots byly obrazce pravidelné podle více os, v hrubých obrysech tvořené z úzkých, do malé výšky stříhaných živých plotů, vyplněných letničkami. Tyto zahradní prvky byly v Anglii zavedeny za vlády královny Alžběty I.

### Anglické zahrady v 17. století
Během vlády Jakuba I. byly založeny zahrady v Theobalds a Greenwichi. Zahradu v Theobalds popisuje Mandelso, cestovatel, který navštívil Anglii asi v roce 1640, jako „velké nádvoří, jehož všechny jeho zdi jsou pokryty trelážemi, a ve středu jej zdobí krásné vodotrysky. Parter má četné příjemné chodníky, část je osazena živými ploty a jiné oblouky. Některé ze stromů jsou citrusy a jilmy a na konci je malá hora, nazvaná Mount of Venus, která je umístěna uprostřed labyrintu, a je jedním z nejkrásnějších míst na světě.“ (Voyages de Mandelso, sv. 1, str. 598.) Lord Bacon zkoušel v této době napravit vkus Angličanů, ale zřejmě s malým úspěchem. Přál si udržet stříhané stromy a živé ploty, ale zároveň navrhoval použití zimní, nebo stálezelené zahrady s hrubými či zanedbanými místy, jako části divoké přírody. Pokud jde o vytváření knots (stříhaných obrazců) nebo topiari (tvarovaných stromů a keřů), říká, že „tak jako odlišně zbarvené substráty, jsou to jen hračky. Nemám rád obrazce vystřižené z jalovce nebo dalších zahradních materiálů - jsou jen pro děti.“ (Lord Bacon, Essay on Gardens). Sir Henry Wotton říká – „…zahrada lorda Verulama byla jednou z nejlepších, které jsem viděl, mezi těmi doma i v cizině.“ Lawsonův spis New Orchard byl zveřejněn v roce 1626. Lawson zde dává mimo jiné pokyny pro zakládání a údržbu květinových sadů a labyrintů. Jak uvádí, tento pozoruhodný nápad se tehdy dostal do módy. „V bludišti dobře založeném do výšky člověka, mohou vaši přátele při sbírání bobulí zabloudit a nemohou se samotní, bez vaší pomoci, dostat ven.“

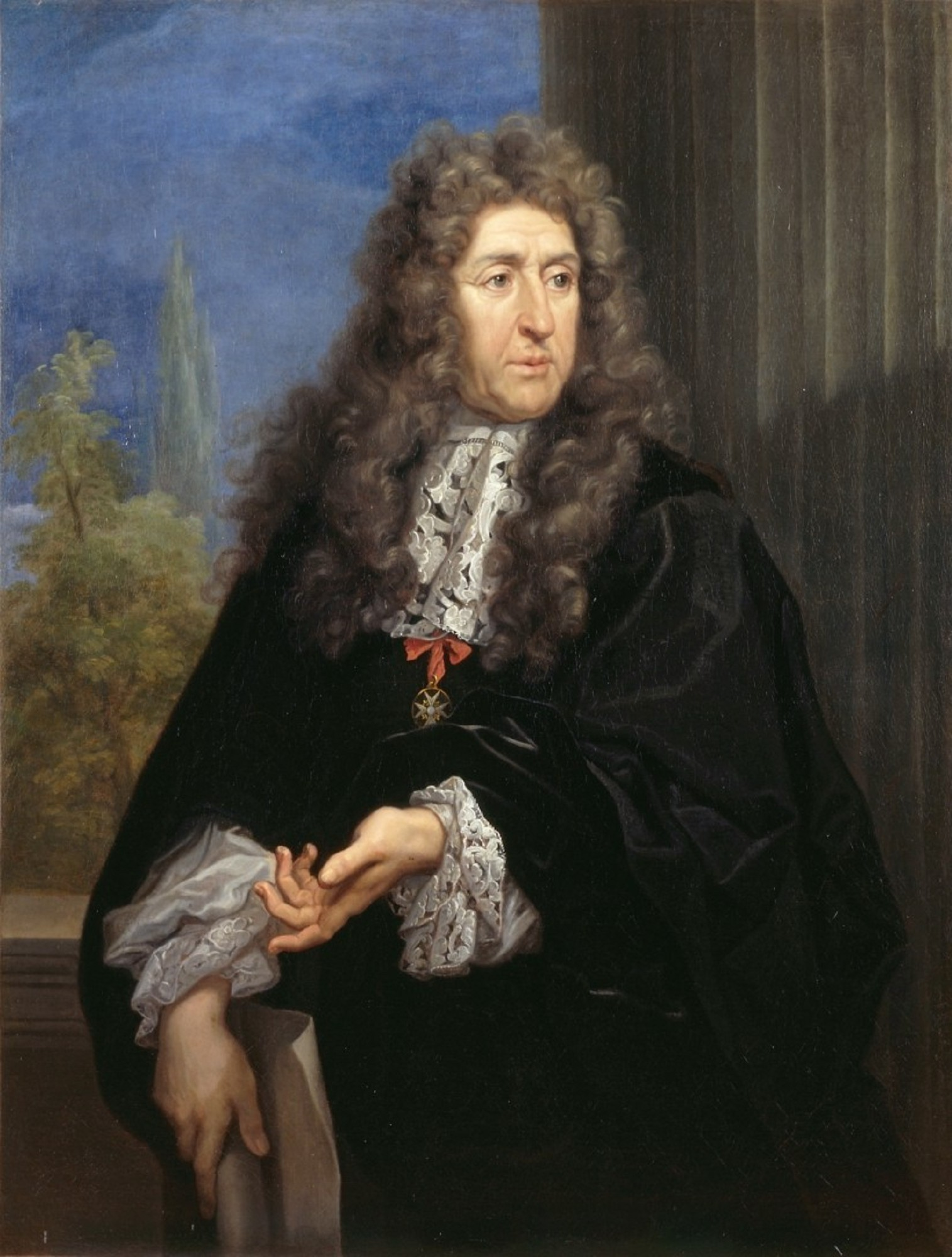
André Le Nôtre, portrét od Carla Marrata, olej na plátně, cca 1680

Během vlády Karla II. dostala anglická zahradní architektura nový významný podnět. Tento panovník, jak píše Daines Barrington, poslal pro věhlasné francouzské zahradní architekty Peraulta a Le Nôtreho. První odmítl přijet do Anglie, druhý založil parky Greenwich a St. James. Karel začal vysazovat oblouk Hampton Courtu, jak píše Switzer, veliký design však nikdy nebyl dokončen. Lord Capel a hrabě z Essexu jsou zmíněni Switzerem pro jejich vynikající podporu zahradničení během vlády Karla II. Hrabě z Essexu poslal svého zahradníka, Rose, studovat oslavované krásy Versailles. Ten byl po návratu jmenován královským zahradníkem.
Evelyn v této době vydává známou knihu Sylva a další zahradnické knihy. Následující informace o vzhledu a vkusu pochází z jeho pamětí a popisují stav zahradnické architektury v jeho době: Groom's-bridge, blízko Tunbridge (Tonbridge), popisuje jako pěkné místo plné melancholie. Zahrada Lady Brook's v Hackney je podle něj jedna z nejhezčích a nejoslavovanějších zahrad v Anglii. Melancholie byla v období baroka znakem vznešenosti a v tomto duchu byly tvořeno prostředí v anglických parcích té doby. Popisuje panství lorda Essexe v Hertfordshire.„Nikdo není pilnější než majitel panství (Essex) při výsadbě kolem jeho sídla. Všude jsou chodníky, rybníky, a další elegantní úpravy. Tyto zahrady jsou velmi vzácné. Ten kdo je založil a řídil, musí být schopný umělec, tak jako Cooke, který je znalý práce s nástroji, nikoliv neznalý matematiky a předstírající znalosti astrologie. V zahradě je vynikající sbírka nejvybranějšího ovoce.“ V okrasných zahradách v Anglii byly stále ještě hojně používány ovocné dřeviny, obvykle byly vhodně udržovány a často šlo o cizokrajné druhy. Při údržbě byli preferováni odborníci.
Wilton, zahrada Lorda Pembroka, Wiltshire. „Zahrada, dosud považovaná za nejvznešenější v Anglii, nacházející se na rozlehlé krásné rovině, s jeskyní a vodními díly, by působila mnohem příjemněji, pokud by řeka, která skrz ní prochází, byla vyčištěna a její břehy upraveny. Všechny efekty jsou výsledkem pouhé síly.“ Při tvorbě byl preferován elegantní styl pravidelných zahrad s matematicky precizní konstrukcí, technicky dokonalým provedením ozdobných prvků a romantickými napodobeninami, jako jsou umělé jeskyně.
Hampton Park v Middlesexu: „Dříve plochý a holý kus země je nyní osázen sladkými řadami citrusů. Systém vodních kanálů byl doveden skoro k dokonalosti, podobně i zaječí park. V zahradě se nachází velká a vznešená fontána park, se Sirénami a dalšími sochami z mědi od Fanelliho, avšak s málem vody. Je zde květinový sad, který nazývají 'Paradise', v kterém je pěkná budova pro pořádání hostin nad jeskyní či sklepem.“ Oblíbené jsou sochy, ceněna je výzdoba kvetoucími rostlinami. Parky jsou používány nejen k dekoraci a procházkám, ale i jako místo k stolování.
„Jistý Loader, kovář kotev v Greenwichi, velmi zbohatl tím, že vybudoval městský dům, se zahradami, oranžeriemi, kanály, a další nádherou, a tento dům pronajímal.“ Bushnell Wells v Enstone: „Bushnell byl sekretářem lorda Verulama. Byl výstřední samotář. Měl zde dvě mumie a jeskyni a choval se jako Ind.  Později odešel do Ditchley, starověkého sídla Lees. Bushnellovy zahrady s vodními prvky ještě existují, a jsou ukazovány jako kuriozity cizincům. Výstavní parky a zahrady jsou přístupné i vrstvám bohatých obchodníků, řemeslníků a dokonce výše postaveným služebníkům. Anglické zahrady a parky byly srovnávány s francouzskými a italskými, které byly v tomto období jejich vzorem.

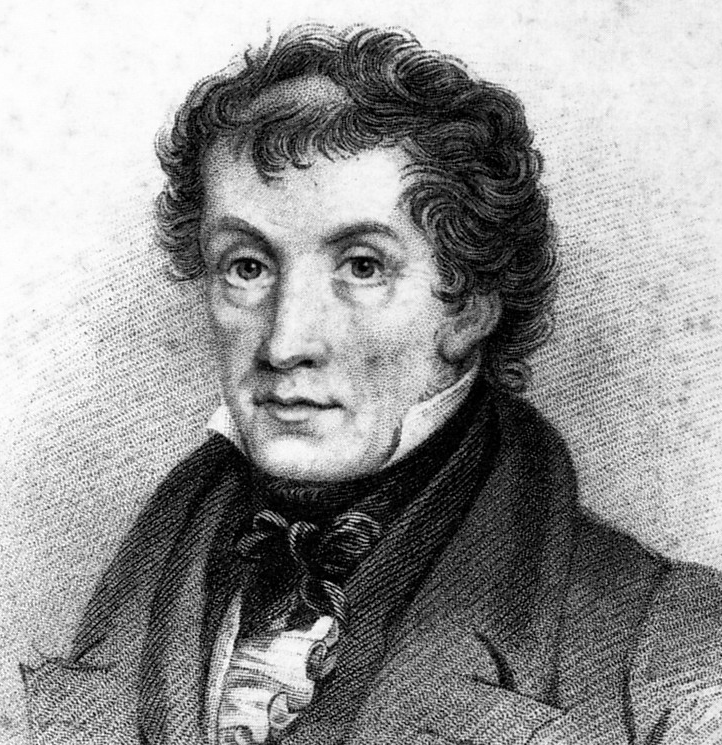
John Claudius Loudon

Ham House a především přilehlá zahrada vévody z Lauderdale v Middlesexu je popisována následovně “…dosahuje vznešenosti nejvybranějších italských vil. Dům je vybaven jako nejlepší knížecí sídlo: květinové sady, květinové zahrady, oranžerie, háje, aleje, rozlehlé trávníky, sochy, výhledy do dálky, fontány, voliéry. Všechno toto na břehu nejsladší řeky na světě musí být obdivováno.“ Některá sídla ovšem z různých důvodů podléhala zkáze. Loudon popisuje Beddington, sídlo starobylého a známého rodu Carew ze Surrey, v 18. století se rozpadající, „dosud vyzdobeno rozsáhlými zahradami a prvními pomerančovníky, které byly spatřeny v Anglii, zasazenými ve volné půdě a chráněnými před chladem jen prkny a kameny, stojícími zde již stodvacet roků. Velké a krásné stromy, obtížené ovocem, v současnosti podléhají zmaru, stejně jako jeskyně a fontány. Majiteli altánů a dalších kuriozit zde a v okolí jsou nyní nezletilé děti a jsou udržovány jedním, nebo dvěma zaměstnanci před další zkázou. Sídlo a park okolo je také v rozkladu.“
Během vlády Karla II. byly učiněny poznámky o některých ze zahrad okolo Londýna J. Gibsonem, které byly následně publikovány v jeho díle Archeologia (sv. XII.). Mnoho z toho, jež bylo zmíněno Evelynem je obsaženo a popisováno téměř stejně Gibsonem. Terasy, živé ploty z jehličnanů, stříhané keře ze zimostrázu, pomerančovníky a myrty jsou zmiňované jako hlavní pozoruhodnosti. Je popisován květinový sad v Hampton Court.
Během vlády Viléma a Marie,  bylo v zahradnictví v Anglii podle Switzera  dosaženo nejvyšší dokonalosti. Král Vilém, jak píše Daines Barrington (1727 – 1800), přivedl do módy stříhané tisy, v architektuře pak velkolepá vrata a železné ploty, nikoli neobvyklé v Holandsku, a asi v tuto dobu (viz Huetiana, autor Pierre Danile Huet, 1630–1721) moderní ve Francii. Tam, s odkazem na neprůhledné kamenné zdi, které tyto ploty nahradily, byly nazývány clairs-voyees. Nejrozsáhlejší železné oplocení tohoto druhu v Anglii, mimo těch v Hampton Courtu, bylo vytvořeno Switzerem v Leeswoldu ve Flintshire. V zahradách založených tímto umělcem ve smíšeném stylu. Tento smíšený styl bývá též nazýván Bridgemanův první způsob. Hampton Court byl v této době proměněn na skutečné sídlo královské rodiny a zahrady byly značně vylepšeny. Ke konci tohoto století byly stálezelené skulptury a zkrášlení květinovými sady pravděpodobně na vrcholu módy, podle prací architekta Le Blonda, Jamese, Switzera, a dalších. Kniha sira Wiliama Templa (Sir William Temple, 1st Baronet) Essay on the Gardens of Epicurus byla vydána ve stejné době. Temple zde popisuje svoji představu perfektní zahrady, která je plochá nebo jemně skloněná, protáhlého tvaru, ležící před domem, se schody sestupujícími z terasy prodloužené na celou délku domu. Je založena jako zelinářská zahrada a okrasný sad. Taková zahrada se nachází v Moor Park, Hertfordshire. Byla založena na pokyn komtesy z Bedfordu. Zahrada je oslavovaná Dr. Donnem, popisuje ji jako "nejsladší místo, které jsem ve svém životě dosud viděl, ať už doma, či jinde." Lord Walpole ve svém nadšení pro modernu poznamenal k tomuto popisu, že jakákoli zahrada bude připadat sladká tomu, kdo nikdy nevytáhl paty z Holbornu. Zmíněná zahrada však byla dávno zničena, místo zarostlo trávou a stromy.

### Anglické zahrady a parky v 18. století
Během vlády královny Anny hlavní změny pocházely od Dainese Barringtona, který přijal místo v královských zahradách a pokryl plochu před ohromnou terasou ve Windsoru trávníkem.
Switzer se zmiňuje o tom, že Její Veličenstvo dalo odstranit staré zahrady v Kensingtonu, založené králem Vilémem. Wise, který byl učněm zahradního mistra Rose, a stal se také královským zahradníkem, přeměnil štěrkoviště na křoviny s vinutými cestami, které Addisona ohromily. Wise a London se později zaměřili na školkařství a zahradní architekturu. Později objemem prací pokrývali téměř tak ohromnou poptávku, jako později oslavovaný 'Capability' Brown. Ještě před Londonem a Wisem jako zahradní architekt uspěl Bridgeman. Bridgeman byl, zdá se, opatrnější umělec než kdokoliv z jeho předchůdců. Odstranil tvarované stálezelené dřeviny a cizozemské divoké scenérie z ploch v Richmondském parku, ale stále ještě ponechal stříhané aleje. Ačkoliv ponechal přirozenému vývoji střední části skupiny dřevin, kterými aleje procházely. V Blenheim, Castle Howard, Cranbourne, Bushy Park, Edger, Althorpe, New Park, Bowden, Hackwood, Wrest, a vskutku téměř všechny (v 19. století) starobylá sídla a jejich zahrady, jenž byly majetkem významných šlechticů, byly navržena během této, předcházející a části následující vlády. Tedy zhruba mezi léty 1660 a 1713. Wise navrhl Blenheim za tři roky, Wansted a Edger byly poslední z Londonových návrhů (podle Switzera). Během vlády Jiřího I. byly (podle všeho bez větších změn) dokončeny královské zahrady. Konec období formálního stylu se však blížil. Vanbrugh  byl jmenován geometrem vod a zahrad koruny, ale v úřadu setrval jen rok nebo dva.
Za vlády Jiřího II. lze sledovat u šlechty vzestup obliby volnějších úprav, což postupně vyústilo ve styl přírodně krajinářských zahrad. Královna Karolína zvětšila a znovuvysadila Kensington Gardens a vytvořila to, co je nyní nazýváno Serpentine River, řetězec oddělených rybníků. To byl odvážný krok vedoucí směrem vedoucí k blížící se změně módy. Lord Bathurst informoval Dainese Barringtona, že on byl první, kdo se odchýlil od přímky ve vytvořených vodních nádržích, následováním přirozených linií údolí, při vedení potoka v Ryskins, blízko Colebrooku. Tehdy lord Strafford myslil, že tak lord Bathurst učinil z chudoby nebo ekonomických důvodů, a požádal jej, aby spravoval svůj majetek řádně a zaplatil si vyhloubení přímé strouhy. Z korespondence lorda Walpolea (publikována 1819) se dozvídáme, že královna Karolína navrhovala rovněž zavřít St. James's Park (veřejný park v Londýně) a přeměnit jej na vznešené zahrady pro palác toho jména. Když se Její Veličenstvo dotazovalo otce lorda Walpoleho, kolik to může pravděpodobně stát, Walpole odpověděl „Jen tři koruny“.

## Historie anglického parku
Společnost byla v 17. století přesycena přehnanou, stále se opakující pravidelností francouzských zahrad, které byly kritizovány ještě za života Le Nôtreho, a to i lordem Francisem Baconem, což potvrzuje například esej "Of the Garden"  V eseji Bacon obdivuje původní krajinu a kritizuje architektonické prvky zahrady. Byla hledána nová vhodná forma. Ideovými otci a zároveň zarytými kritiky pravidelných zahrad byli především filosof Joseph Addison a básník Alexander Pope. Ve francouzské zahradě nacházejí prvky absolutismu a scholastiky a proti pravidelně uspořádané zahradě stavějí krásu nespoutané přírody.
Podle některých teorií byla důvodem vzniku koncepce anglického parku v Anglii, podle některých autorů, i blízkost Golfského proudu a tedy častá přítomnost hustých mlh v tamější krajině. Mlha naprosto znehodnocovala hlavní kvality francouzského parku – využití perspektivy a širokého rozhledu do barevné a členité zahrady.
Další možnou uváděnou příčinou byly ekonomické důvody a také záliba v kvetoucích keřích, které se stále ve větším množství dovážely z cizích krajin a jejichž krása se v stříhaných zahradách nemohla uplatnit.
Jeden z hlavních podnětů k vytvoření anglického přírodně krajinářského parku tak dala sama příroda. Měkce zvlněné nížiny a trávníky dokonalé díky stálé vlhkosti daly základ jeho typickým rysům.
Byl to i způsob života britské šlechty, který ovlivnil odlišnou úpravu panství a okolí venkovských sídel. Anglický (ale i francouzský) feudál věnoval převážnou část svého času přímé péči o svá sídla, honitbě a vyjížďkám na koni. Úprava okolí panského sídla se v 18. století odlišovala od úprav zemědělské krajiny. Část v blízkosti budovy byla určena funkci společenskoreprezentační. Ta byla upravena jako francouzská zahrada a část byla určena volnočasovým aktivitám. Tato část, obora, nazývaná ve Francii zpravidla „park“, byla výsekem upravené volné přírody. Více než francouzské zahrady byly v Anglii 18. století oblíbené italské zahrady vázané na bezprostřední blízkost domu. Angličané v nekritickém používání nůžek prý překonávali i samotnou Itálii a to samozřejmě vyvolalo i kritické hlasy a odpor k používání nůžek. Potřeby feudální společnosti byly ale jistě důležitější pro úspěšný rozvoj anglického krajinářského parku než ostré výpady teoretiků.
Styl, který se stal známý jako anglické zahrady, byl ve větším měřítku prakticky použit krajinářskými architekty Williamem Kentem a Charlesem Bridgemanem, kteří pracovali pro bohaté mecenáše umění jako Richard Temple, Richard Boyle, bankéř Henry Hoare II, muže, kteří měli velká panství a byli členy protimonarchistické strany Whigů. Tito mecenáši měli klasické vzdělání, byli patrony umění, a cestovali často do Itálie, kde obdivovali římské ruiny a italskou krajinu a chtěli je napodobit ve svých zahradách. Již dlouho před praktickým použitím zahradních úprav, které směřovaly k stylu anglických zahrad se objevovala sílící touha po změně pravidelných zahradních úprav a to u některých laiků jako byli Addison a Pope vyvolalo praktické pokusy o úpravy blízké přírodě.

### Spory o původ
Moderní zahradní architektura přírodních krajinářských parků v Anglii začala vznikat v raném období osmnáctého století. Počátek tohoto stylu, a kým a kde byl poprvé vynalezen, vyvolal mnoho diskuzí. Kontinentální národy obecně tvrdí, že angličtí zahradní architekti jej zkopírovali od Číňanů. Vznik anglických zahrad je podle některých autorů popisován jako reakce na zprávy o čínských a japonských zahradách, které pronikly nejdříve do Anglie a přispěly ke vzniku nepravidelně řešených zahrad. Tyto zahradní styly se však od anglického parku přesto dosti zásadně liší, protože evropské a asijské filosofické a mystické směry, jejich hodnoty a kritéria úspěšnosti a měřítka krásy jsou a vždy byly značně odlišné.
Gabriel Thouin a Malacame Angličanům upírají i zásluhy, že jako první okopírovali nebo vymysleli tento styl, s tím, že nárokují původ pro jejich zemi. Gabriel Thouin tvrdí (plány Raisonnes, Předmluva), že první příklad byl dán Dufresnoyem, pařížským architektem, v Faubourg Saint Antoine, na počátku osmnáctého století. Malacame tvrdil, že prvenství náleží Padově, ve prospěch Karla I. vévody Savojského, ke konci šestnáctého století. Co se týče literatury, Loudon se domnívá, že první zmínky o přírodně krajinářském stylu v Itálii jsou nesporně od Tassa (viz Dissertazione su i Giardini inglese, od Hippolyta Pondemonteho, Verona, 1817). Delcuze, historik botaniky a okrasných rostlin, (Annates du muzea, svazek VIII., 1806) se obšírně snaží dokázat, že tento nový styl zahradního umění vznikl z nutnosti nalézt prostor pro velké množství okrasných keřů a stromů nově dovážených z Ameriky v první polovině osmnáctého století. Boettinger, v jeho Racemazionem Zur Gartenkunst der Alten přináší popis jeskyně Calypso Homérem, popis údolí Tempe od Aeliana (možná Claudius Aelianus), a Vaucluse Petrarcou v polovině osmnáctého století.
Britští autoři z počátku 19. století n. l. mají různé názory, co se týče počátků přírodně krajinářského stylu. Básník Gray (Life and Letters, letter to Mr. How, 1763) míní, že zručnost v zahradničení, nebo spíše návrhy zakládání parků (projektování parků), je jediný vynález, který mohou Britové nazývat svým vlastním. Je jediným důkazem originálního talentu v záležitostech potěšení a je jistě nemalá čest, že Francie ani Itálie neměla nejmenší představu o možnosti projektovat výsadby. Joseph Warton a Lord Walpole ve své Essay on Pope a později ve své History of Modern Gardening (Historie moderního zahradničení) přisuzuje první myšlenku anglického parku Miltonovi, a Warton dodává, že dílo Seasons od Thomsona možná mělo velmi značný vliv na vznik přírodně krajinářského stylu.
George Mason, autor Essay on Design in Gardening (Eseje o zahradnickém designu), která byla vydána v roce 1768 a je jednou z nejranějších próz o tomto moderním stylu, zde píše „…pokud by záleželo jen na radách uznávaných autorit, lze stěží předpokládat že by už od nejranějších věků zvítězila nějaká významná změna vkusu.“ (Essay on Design in Gardening, str. 27). O čínském stylu zahradní architektury říká: „Stěží si mohl Sir William Temple představit, že za méně než půlstoletí se čínský styl zahradních úprav stane základem vkusu jeho země, nebo že by tak mnoho prospěchářů dokázalo ohromnou oprávněnost jeho pozorování, a prokázalo svou prací, jak obtížné je uspět v tomto oboru. Tomuto vrtošivému cvičení rozmarů, může být moderní pokrok v zahradničení především připsán.“ (Essay on Design in Gardening, str 50). Nikdo nebyl nadšenější obdivovatel klasiky, vřelejší vlastenec, nebo přísnější kritik, než tento autor, což vyplývá i z další části jeho práce (Discussion on Kent, str. 105). Byl si velmi dobře vědom, když psal výše uvedené pasáže, že počátky přírodně krajinářského stylu je možné obecně vystopovat právě u Kenta. Odtud by měl být otevřeně a nezaujatě odvozován původ pokusů anglických architektů o čínský zahradnický styl.

### První pokusy
Principy moderní zahradní architektury byly nesporně položeny pracemi anglických spisovatelů. Addison a Pope připravili pro nový zahradnický směr pevný základ filozofických principů. Addisonova Imagination byla zveřejněna v roce 1712 a Popeho oslavovaný Guardian on Verdant Sculpture v roce 1713. Pope zde útočil na zelené sochy a formální háje starověkého stylu výsměchem. V jeho dopise Lordu Burlingtonovi dal základ skutečným principům zahradnického umění, studiem přírody, genia loci a úsilím nikdy neztratit dobrý vkus.
Pope a Addison ilustrují rovněž první praktické příklady moderní zahradní architektury. Tak dalece, jak bylo možné na ploše necelých dvou akrů, Pope v praxi předvedl, co psal. Jeho známá zahrada v Twickenhamu obsahovala v roce 1716 (podle jiných 1790) několik malebných a přírodních scenérií, popisovaných různými autory. Jiné zdroje ji popisují jako divočinu s přemírou přírodních prvků a naivních doplňků. Popeho zahrada však nyní zůstává už jen jako půda (viz kniha Beauties of England and Wales). Addison měl malý pozemek v ústraní v Biltonu (Bilton Hall, Church Walk, Rugby, Warwickshire CV22 7), blízko Rugby, upravený ve stylu, který může být nazván přírodním. Místo ještě existuje a velmi málo se změnilo od těch dob, tvrdí Loudon. Plošky přírody Addison údajně propojil se zelinářskou zahradou a záhony květin. Podle popisu se mohly podobat pozdější rokokové nebo holandské zahradě. Dům Bilton Hall také ještě existuje.
Sbírku nákresů zahrad směšujících volné křivky a pravidelné vzory lze najít v sadovnickém vzorníku Batty Langleye z roku 1728. Přechod mezi formálním stylem úprav barokního parku a nepravidelným stylem anglického parku lze vidět nejlépe v dílech W. Kenta, v Chiswicku, nebo v zahradě u Stowe House. Jen o málo přísnější úprava by park zařadila mezi díla pokračovatelů Le Nôtreho a více rozvolněná struktura a odstranění symetrie by park zařadila naopak mezi anglické přírodně krajinářské parky. Až na výjimky byly tyto klasicistní zahrady postupně přebudovány na parky ve stylu anglického přírodně krajinářského parku.
Předchůdcem anglického přírodně krajinářského parku v Anglii byly velké parky vytvořené sirem Johnem Vanbrughem (1664-1726) a Nicholasem Hawksmoorem na zámku Howard (1699-1712), Blenheimském paláci (1705-1722) a zahrady Claremont Landscape Garden na Claremont House ( 1715-1727). Tyto parky obsahují rozlehlé trávníky, lesy, a kousky architektury, jako je například mauzoleum navržené Nicholasem Hawksmoorem na hradě Howard. V centru kompozice byl dům, za kterým byly symetrické zahrady ve stylu francouzské zahrady, zdobené květinovými záhony a ohraničené stěnami živých plotů, ozdobené sochami a fontánami. Tyto zahrady modelované podle zahrad ve Versailles, byly navrženy tak, aby působily dojmem velikosti a vznešenosti.
Rozšíření koncepce anglického přírodně krajinářského parku je reakcí na změnu filosofie a lidského myšlení, na principy renesance, humanismu a nastupujícího romantismu. Je projekcí tohoto snivého, pohádkového vidění světa do zahradní architektury. Anglické zahrady proto vždy zobrazovaly idealizovaný pohled na přírodu, ale nikoli spoutaný pravidly, ale nesený představami. Předlohy parků byly často inspirovány obrazy krajin Clauda Lorraina a Nicolase Poussina. Obvykle bylo součástí parku i jezero, vysoko sekané trávníky, souvislé skupiny stromů a napodobeniny chrámů, gotických zřícenin, mostů a další malebné architektury, nebo i jeskyní. Jako celek byl park navržen tak, aby dával dojem idylické krajiny. Do konce osmnáctého století anglický park částečně napodoboval park francouzský (například v parcích v Petrohradu v Rusku, v Carském Selu, zahradách Kateřiny Veliké). Měl velký vliv na podobu veřejných parků a zahrad po celém světě.
První přírodně krajinářské parky byly jen stěží rozeznatelné od francouzské zahrady, která při rozšíření do okolí, zvláště ve svém pozdním období, s rostoucí vzdáleností od ústředního sídla zpravidla ztrácí na přísnosti a mizí i přísně stříhané keře. Změny přicházely pomalu, ale byly zásadní. Odklon od jednoduchosti geometrie a hledání vyváženého návrhu, kde keře nebyly přísně stříhané a bylo tedy nutné znát jejich růst a přirozený habitus bylo náročné na znalosti botaniky. Nepravidelný tvar vodních toků a jezer je zase náročný na umělecké cítění. Zahradní architekt nemohl být nyní pouhý matematik a zeměměřič držící se několika stereotypů. Musel se stát umělcem, básníkem, citlivým pozorovatelem přírody, dobrým botanikem se snahou hledat něco nového, cizokrajného, romantického, nebo překvapivého, čím by udělal své dílo jedinečným. Proto přírodně krajinářské parky v průběhu jejich vývoje obohacovaly stavby evokující hrdinské a romantické příběhy historie, představu prostého venkovského života, nebo atmosféru vzdálených krajin.

### Rané anglické parky
Prvními umělci, kteří aplikovali moderní přírodně krajinářské úpravy, byli Bridgeman a Kent. Bridgeman byl zahradní architekt na počátku 18. století a může být považován za následovníka architektů Londona a Wise. London zemřel v roce 1713. Lord Walpole se domnívá, že Bridgeman byl „ohromen a reformován“ Guardianem. Odstranil topiari a vytvořil segmenty, jevící se lesními scenériemi, na zahradě v Richmondu „ale stále se neodchýlil od přísné souměrnosti.“ To bylo dílem Kenta, přítele Lorda Burlingtona, říká Daines Barrington, který uvedl šířeji do praxe Popeho myšlenky. Jemu bylo vyhrazeno „realizovat krásné popisy básníků, pro které on byl zvláště vhodný jako malíř. Jako úspěšný výsledek v testu dokonalosti v moderním zahradničení bylo hodnoceno, když si vybral malíř - krajinář tento styl jako kompozici.“ Kent, společně s lordem Walpolem, tento způsob aplikovali bezprostředně poté, co Bridgeman začal provádět inovativní úpravy starého pravidelného stylu. Mezi těmito inovacemi bylo velkou změnou odstranění zdí, které tvořily hranice, zavedení „Ha!- Ha!“, vytvoření souladu trávníku s výsadbou parku následovaly. Kent poznal v tomto okamžiku že veškerá příroda je zahradou: „malíř s nedostatkem vkusu k ocenění krás krajiny, smělý a neústupný dost na to, aby se odvážil diktovat, a zrozený s geniální schopností bořit ohromující systém, ze soumraku nedokonalých esejí, si uvědomil kompozici největších malířských mistrů.“ Lord Walpole píše: „Kent nebyl ani bez pomoci ani bez chyb. Pope přispěl k vytvoření jeho vkusu a (Kentovy) zahrady v Carleton House byly pravděpodobně vytvořeny podle básníkovy zahrady v Twickenhamu.“

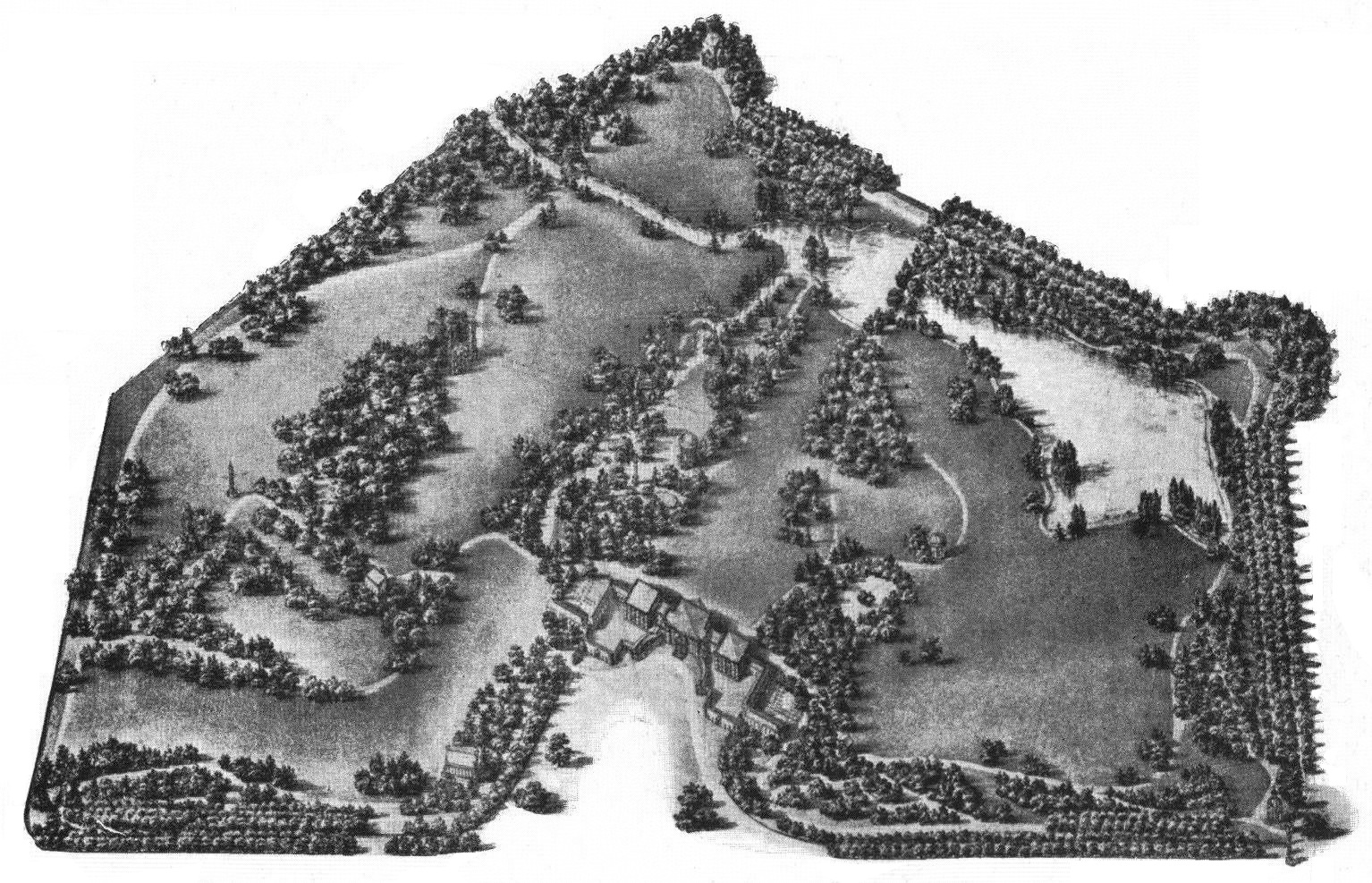
Stowe v roce 1910

Původ a zavedení přírodně krajinářských zahrad v Anglii se, jak se jeví, nalézá u Addisona, Popeho, Bridgemana a Kenta. Různé odchylky z přísné jednotnosti, nebo lépe, různé pokusy o úspěch v napodobení čínského zahradního slohu, získaly nový a rozhodující charakter pod vedením Kenta.
Malebná krása byla málo rozeznána v Británii, s výjimkou malířů, do časů Popeho, který byl malířem a básníkem pokračujícím po cestě moderního stylu očištěného od čínských kudrlinek. Přijetí a rozšíření moderní zahradní architektury v Anglii je nadále jednotné. Prostředky, kterými rychle rostla popularita nového stylu v Británii a následně v celé Evropě, byly příklady umělců a autorů. První zahrady upravené v přírodně krajinářském stylu popsali Shenstone, G. Mason a Whately v jejich pracích o zahradničení. Stowe, jak se zdá, je prvním rozsáhlým sídlem, ve kterém byl použit moderní styl.
Lord Cobham, jak se zdá, se poprvé věnoval rekonstrukci parku Stowe ve stejné době, kdy Pope navrhoval úpravy své zahrady v Twickenhamu. Jeho lordstvo započalo s vylepšováním panství v roce 1714 a zaměstnalo Bridgemana, jehož plány a moderní názory proměnily starý Stowe z přísné kompozice starého (barokního) stylu na otevřenější a nepravidelný vzhled. Kent byl zaměstnán o pár let později. Nejdříve vymaloval halu, později zde působil jako architekt a zahradní architekt. Nejlepší budovy a scény jsou jeho dílem.
Park u Stowe House v Buckinghamshire (1730-1738) byl radikálním odklonem od klasických pravidel francouzské zahrady. Společnost Charlese Bridgemana vytvořila formální zahradu, s architektonickou výzdobou Johna Vanbrugha. Bridgeman do projektu zahrnul tehdy používaná symetrická osmiboká jezera a Rotondo (1720-21) navržené Vanbrughem. O nejstarším stavu zahrady ve Stowe píše J.C.Loudon v Encyklopedii z roku 1822. Píše, že úkolem Ch. Bridgemana bylo nahradit přísný charakter staré zahrady volnější nepravidelnější formou. Analýza plánů ukazuje původní zahradu ve francouzském stylu. Její obvod tvoří nepravidelný mnohoúhelník, plochu zahrady člení paprskovitá stromořadí na polygonální boskety a boční partery.
Charakter Stowe byl zřejmý, píše Loudon, příroda představovala malou část, ale uměleckou část kompozice tvořila řada velkolepých budov. Výsledek byl jedinečný, ale spíše, jak se vyjádřil Pope, „úsilí o div světa“ než o dílo okouzlující představivost. Přátelé lorda Cobhama, jak se zdá, považovali jeho park za první v Anglii postavený v novém stylu, pokud lze soudit podle závěrečné řádky epitafu k jeho památce, umístěném na zahradě – „ET ELEGANTIORI HOTORUM CULTU HIS PRIMUM IN AGRIS ILLUSTRATO PATRIAM ORXAVIT, 1747“.

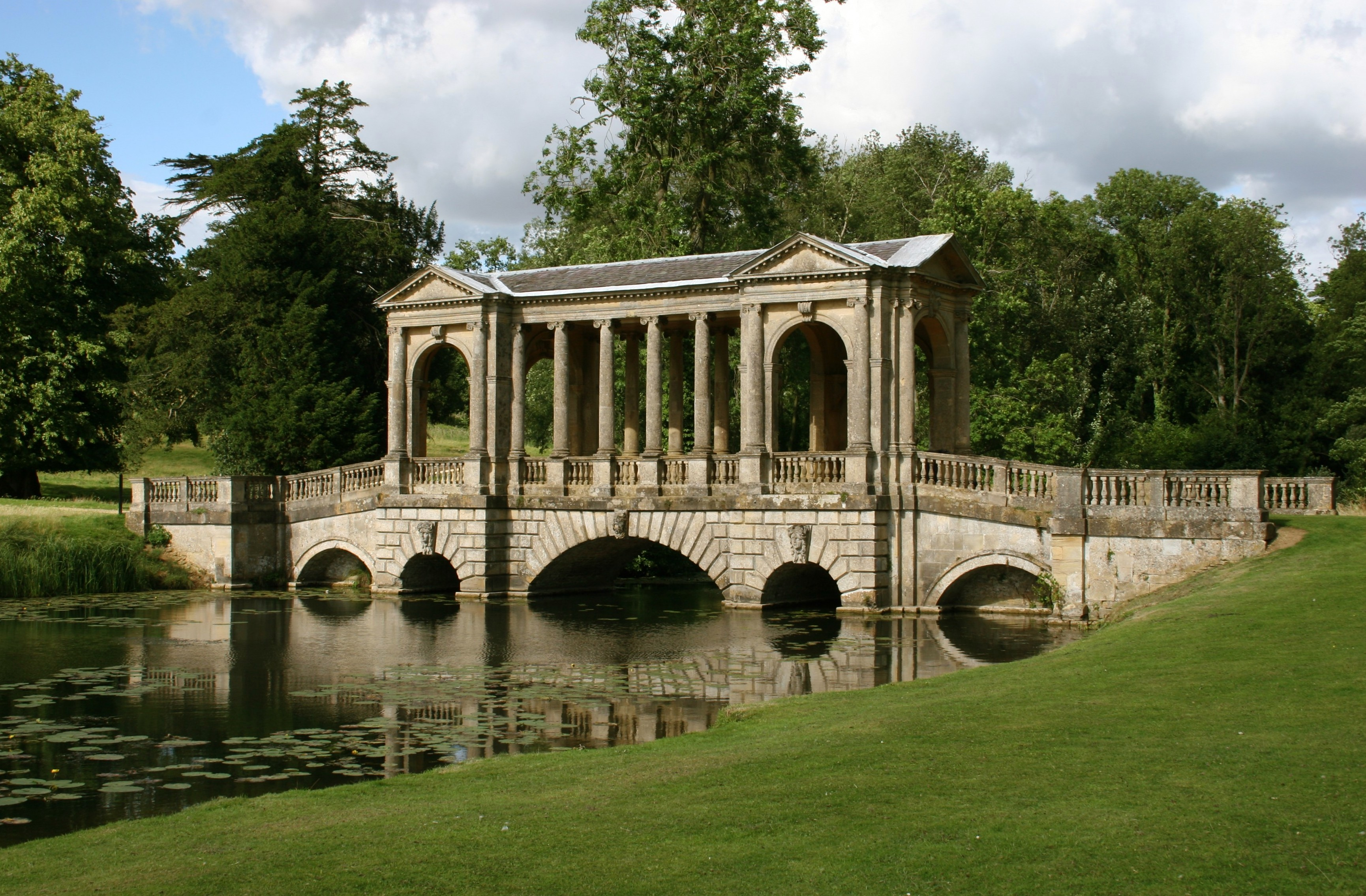
Stowe - Palladianský most

Předpokládá se, že ferme ornée Woburn farm (majitel Philip Southcote) blízko Weybridge v Surrey bylo jedním z prvních malých míst, kde byl styl anglického parku Kentem realizován. Southcote, říká G. Mason, byl posedlému géniu v mnohém ohledu velmi nakloněn. Ovšem také přespříliš mrhal květinovými ozdobami. Rozsah pozemků byl stopadesát akrů, třicetpět z nich bylo ozdobeno do nejvyšší míry. Dvě třetiny zbytku byly pastviny na svažujících se pozemcích a zbytek byl zorán. Ozdoby sestávaly z širokého pásu křovin, štěrkových chodníků a plotů, ale v rozmanitém souboru stylů, budov a podobně. Pozemek je podrobně popsán Wheatleym v „Observations“ jako příklad ozdobné farmy. G. Mason považuje ozdobný pruh zeleně často za příliš úzký, a někdy nevhodný, protože často neumožňuje zakrýt plot. Tomuto ohraničení chodníků zde, domnívá se Mason, pravděpodobně může být připsán původ rozšíření pásu křovin (takzvaný "belt"). Masonovy poznámky pochází z roku 1768. Ovšem po roce 1803, když pozemek opětovně změnil vlastníky, zůstala stěží stopa, která by jej odlišila od běžného hospodářství.
Bridgemanovy úpravy Stowe z druhé čtvrtiny 18. století tvoří klasicistní etapu vývoje zahrady. Tehdy byly upraveny velkorysé prostory, pravidelné nádrže, boskety a travnaté partery bez dekoru. Prostory byly oživeny památníky a plastikami. Především však na rozdíl od starého půdorysného pojetí výsadby v parku nabývají nepravidelných rysů typických pro přírodně krajinářský park. Od roku 1730, William Kent a James Gibbs spolupracovali na Stowe House s Bridgemanem, který zemřel v roce 1738. Kent přepracoval jezera na více přírodní tvar a vytvořil nový typ zahrady, kterou návštěvníci viděli jako malebnou krajinu. Tuto krajinu postupně ozdobil Palladianský most (1738), Chrám Venuše v podobě palladianské vily (1731), Chrám antické ctnosti (1737) se sochami slavných Řeků a Římanů, Chrám britských hrdinů (1734 – 1735) se sochami z britské historie a Chrám moderní ctnosti. Ten byl záměrně ponechán v troskách, obsahoval také bezhlavou sochu Roberta Walpoleho, Cobhamova politického rivala. Na Stowe, pod vlivem nové módy, v době mezi lety 1740 a 1753, přidává Capability Brown nový prvek parku, tzv. Hawkwelle Hill a gotickou promenádu s gotizujícími stavebními prvky.

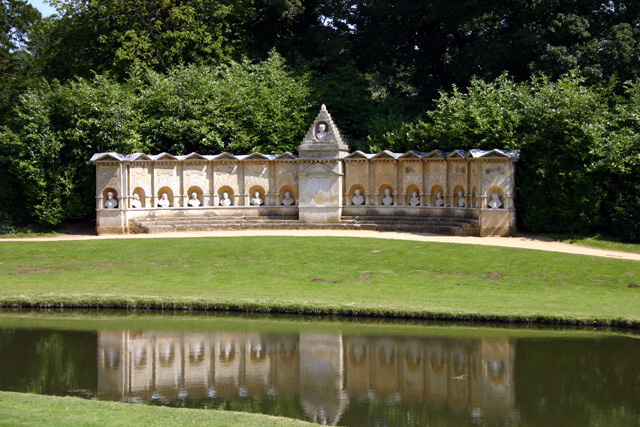
Stowe - Chrám britských hrdinů

Zahrada ve Stowe v tomto období přitahovala návštěvníky z celé Evropy, včetně Jeana-Jacquese Rousseaua. Stala se inspirací pro krajinářské zahrady ve Velké Británii a na evropském kontinentu.
Pains Hill je malý park vytvořený Charlesem Hamiltonem, devátým synem Jamese, šestého hraběte z Abercomu. Předpokládá se, že byl jednou z dalších ukázek moderního stylu. Hamilton prý k tomu, aby upravil pozemky, studoval malby. Pains Hill je obklopen malebnou scenérií. Mimo pohledu z domu zde není žádná vyhlídka do daleka, ale povrch je značně zvlněný, výhledy z chodníků napříč parkem mají několik variant a jsou vždy příjemné. Toto místo je jedním z mála popisovaných Wheatleym, které je ještě v dokonalém stavu dodnes. Vždy byl považován za jedinečný evropský park a zůstává jím stále.
Hagley, jak se zdá, byl upraven ve stejné době jako Pains Hill, na provedení čehož lord Lyttelton mohl pravděpodobně přijmout nějaké rady od básníka Thomsona, který byl jeho hostem. Pozemky jsou rozmanité a vzdálené vyhlídky malebné. Velmi malý potůček, který protéká pozemky v jakémsi úzkém údolíčku, byl obklopen křovinami a chodníky, které scenérii v parku vytvořily jakési popředí a někdy krajinný prvek ve střední vzdálenosti na pozadí, takže mísily nejlepší z výhod parku a zahrady. Pěkné stromy a vzdálené vyhlídky. South Lodge byl upraven ve stejné době jako Leasowes, ale po čase byly zahradnické kompozice porostlé nálety.
Leasowes byl poetickým pozemkem s pastvinami, farmou s chodníky vedenými skrz několik ohrad, napodobující běžnou hospodářskou usedlost. Ale selská stavení (ozdobné domy z kamenů), odpočívadla, vázy a nápisy byly příliš časté na to, aby celý pozemek vyvolával dojem běžné nebo dokonce upravené či zdobené anglické farmy. Ve skutečnosti to však bylo zamýšleno jako symbolické scény s častými narážkami na rustikální poezii venkova. Pokud na to pohlédneme v tomto světle, jako na sentimentální farmu, tak byla právě tím, čím měla být. J.C. Loudon píše, že lituje, že Repton zaútočil na vkus Williama Shenstonea (1714 – 1763), „tohoto přívětivého muže“, pro špatný vkus a bezplánovitost, která, jak Loudon předpokládá, právě byla jeho záměrem. H. Repton vyčítá básníkovi Shenstonemu, že neozdobil „okolí svého domu takovým množstvím ozdobného trávníku nebo parku, které by odpovídalo velikostí sídla či rozsahu majetku“ a místo vkusné běžné úpravy vytvořil okrasnou farmu, první „ferme ornée“. Repton byl v tomto soudu veden ohledem na přiměřenost, smysluplnost a ovšem také na běžný standard. Repton také upozorňoval na výsměch sedláků, kteří vidí jak majitel špatně zachází se zděděnou půdou, a výsměch šlechticů, kteří majitelem v ústraní opovrhují, protože jeho sídlo není obklopeno parkem. J.C. Loudon se obává, že Leasowes by nikdy nebyl tak významným, pokud by Shenstone provedl takové úpravy, které H. Repton doporučoval, veden běžnou odbornou rutinou. Básník Shenstone později díky chybám birminghamského advokáta, do jehož rukou vložil správu dokumentů svého majetku, o tyto své nemovitosti nakonec přišel. Farma byla již za jeho života zanedbaná, ačkoli cesty a mnoho odpočívadel a selských stavení ještě zůstalo. V roce 2009 jsou části parku rekonstruovány.

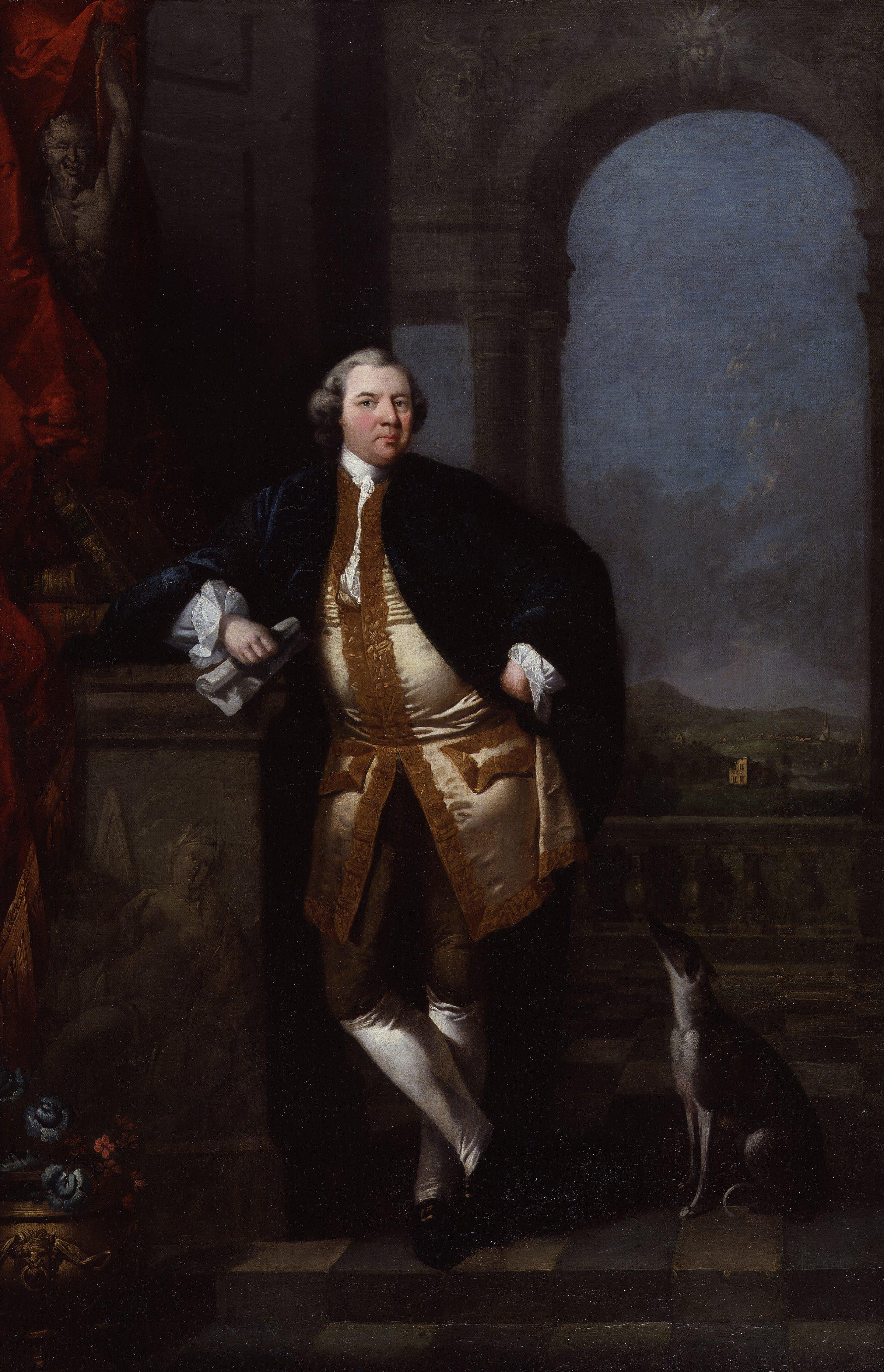
William Shenstone na obraze Edwarda Alstocka, olej na plátně, 1760

Claremont a Esher jsou dobře známé parky. Oba byly upravovány Kentem. Claremont byl později zvětšen. Dům a zelinářské zahrady byly přidány Brownem. Walpole a Whately chválí oba parky. Esher je opěvován Wartonem v jeho básni „The Enthusiast or Lover of Nature“ (1740). J.C. Loudon píše, že Esher už v jeho době neexistuje. Claremont je zřejmě jedním ze dvou zachovaných příkladů přírodně krajinářské zahrady tohoto druhu v Evropě. V 21. století je Claremont popisován jako významný krajinářský park upravovaný Vanbrughem, Bridgemanem a později Kentem pro vévodu z Newcastlu. Zachovala se pouze část krajiny, zbytek a dům je dnes upraven jako škola. Místní obyvatelé však dnes netuší již absolutně nic o významu místa. Park v Persfield byl založen kolem roku 1750. Byl to malý park, se zajímavými chodníky, které procházely podél strání romantického skalnatého břehu řeky Wye, tak jak nejlépe povaha místa dovolovala. „Nemohu znovu vylíčit,“ říká G. Mason, popisující toto místo v roce 1768, „jakoukoliv ze scén na Wye, bez toho, abych její krásu přinejmenším nezředil uvedením jakéhokoliv dětinského přívlastku.“  V současné době již park neexistuje.
Umělci a mistři, kteří dali pevné rysy přírodnímu a přírodně krajinářskému stylu, byli podle Loudona Charles Bridgeman, William Kent, Thomas Wright (astronom z Durhamu, 1711 – 1786), Lancelot "Capability" Brown a William Eames.
Mezi významné publikace, které přichází v tomto období na trh, patří Spectators od Addisona a Popeho Epistle určené Lordu Burlingtonovi, podrobně se novým stylem zabývá také Shenstone v Unconnected Thoughts které publikoval v roce 1716 a znovu v 1764. Essay on Design in Gardening od G. Masona, které jsou v tomto období často citovány, byly poprvé publikovány v roce 1768 a později v roce 1795. Jsou však spíše historickou a kritickou prací než didaktickým dílem. V roce 1770 publikoval Whately Observations on Modern Gardening, které jsou významnou prací pokládající základy a standardy tohoto stylu anglických zahrad. Analyticky se zabývá prací s materiály, kompozicemi a nakonec objekty. Jeho styl byl označen Ensorem (George Ensor J.P., 1769 – 1843) za nenapodobitelný. Popisy, kterými své studium doprovázel ve svém díle Essays on the Nature and Principles of Taste, byly velkou měrou kopírované a oceňované (např. knězem a spisovatelem Archibaldem Alisonem, 1757–1839). Kniha byla brzy přeložena do evropských jazyků na kontinentu a vychválena v Mercure de France, Journal Encyclopedique a Journal. G. Mason však nesouhlasil s Whatelyho hlavními názory kvůli několika málo chybám či spíše zvláštnostem, které se v knize nalézaly. Whately byl tajemníkem hraběte ze Suffolku a vlastník Nonsuch Parku v Surrey, vydal pouze tuto práci a brzy nato zemřel.
The English Garden (Anglická zahrada), báseň kněze W. Masona, byla zveřejněna ve čtyřech různých knihách, v první z nich se objevila v roce 1772. S výjimkou čtvrté knihy byla přijata s ohromným potleskem. Pokyny pro výsadby jsou zvláště poučné. Jeho dílo může bývá srovnáváno s Observations on Modern Gardening od Whatelyho. Obě tyto knihy daly jasný pohled na moderní styl. Jako první je následovali liberálně smýšlející a kultivovaní Angličané, zatímco Dissertation on Oriental Gardenings (Pojednání o orientálním zahradnictví) od sira Williama Chamberse, publikované v roce 1772, vyvolalo posměch absurdními imitacemi nevzdělaných amatérů a mistrů, kteří neměli žádnou jinou kvalifikaci než tu získanou prací s rýčem pod vedením oslavovaných umělců.

### Zlatý věk architektů anglického parku
Lancelot "Capability" Brown byl rodák z Northumberlandu a původně pracoval jako zahradník – zelinář v malém městě blízko Woodstocku, v Oxfordshire. Následně pracoval jako hlavní zahradník v Stowe až do roku 1750. Byl doporučen vévodovi Graftonovi, do Wakefield Lodge, Northamptonshire, kde prosadil vytvoření velkého jezera, což položilo základ jeho slávy a bohatství. Lord Cobham pro něj později získal místo královského zahradníka v Hampton Courtu a Windsoru. H.Repton vydal seznam jeho hlavních prací, mezi něž patří Croome (včetně budov) a Fisherwicke. Daines Barrington říká: „Kent byl následovaný Brownem, který má bezpochyby ohromné schopnosti v úpravách parků, když ale pozoruji některý z jeho plánů, vidím spíše dílo zelináře ze starého Stowe, než Poussina nebo Clauda Lorraina. Přál bych si, aby Gainsborough navrhl vzhled, a Brown provedl realizaci. Práce Browna byly napadeny Knightem a Pricem, a byly usilovně bráněny Reptonem, který jej nazývá "velkým samoukem a předchůdcem." „Browna,“ píše G. Mason, „jsem vždy považoval za ohavného manýristu. Měl pověst génia, kterou si získal díky dovednosti v tvarování povrchů, ale časem propadl zálibě ukazovat svůj talent bez rozumného ohledu na přírodu a zanechával stopy svých úprav kudykoliv šel. Jeho nové výsadby obecně již postrádají genialitu, vkus, a slušnost. Viděl jsem příklady jeho starších úpravy, které jsou mnohem lepší.“
Reptonem je Brown považován za génia, nepochopeného nepraktickými teoretiky. Sám se těžko vyrovnává s jeho absolutně přesným smyslem pro krásu architektury přírodního stylu, zejména pro terénní úpravy a práci s vodními prvky, i po jeho smrti stále hledá její zdroj nebo vysvětlení. Pokouší se stále vysvětlovat Brownovy způsoby úprav  a je překvapen, když najde nedokonalosti v jeho pracích. Ale i pro Brownovy kritiky je zdroj jeho famózních schopností záhadou. Během svého života upravil nejméně 170 soukromých zahrad a parků.

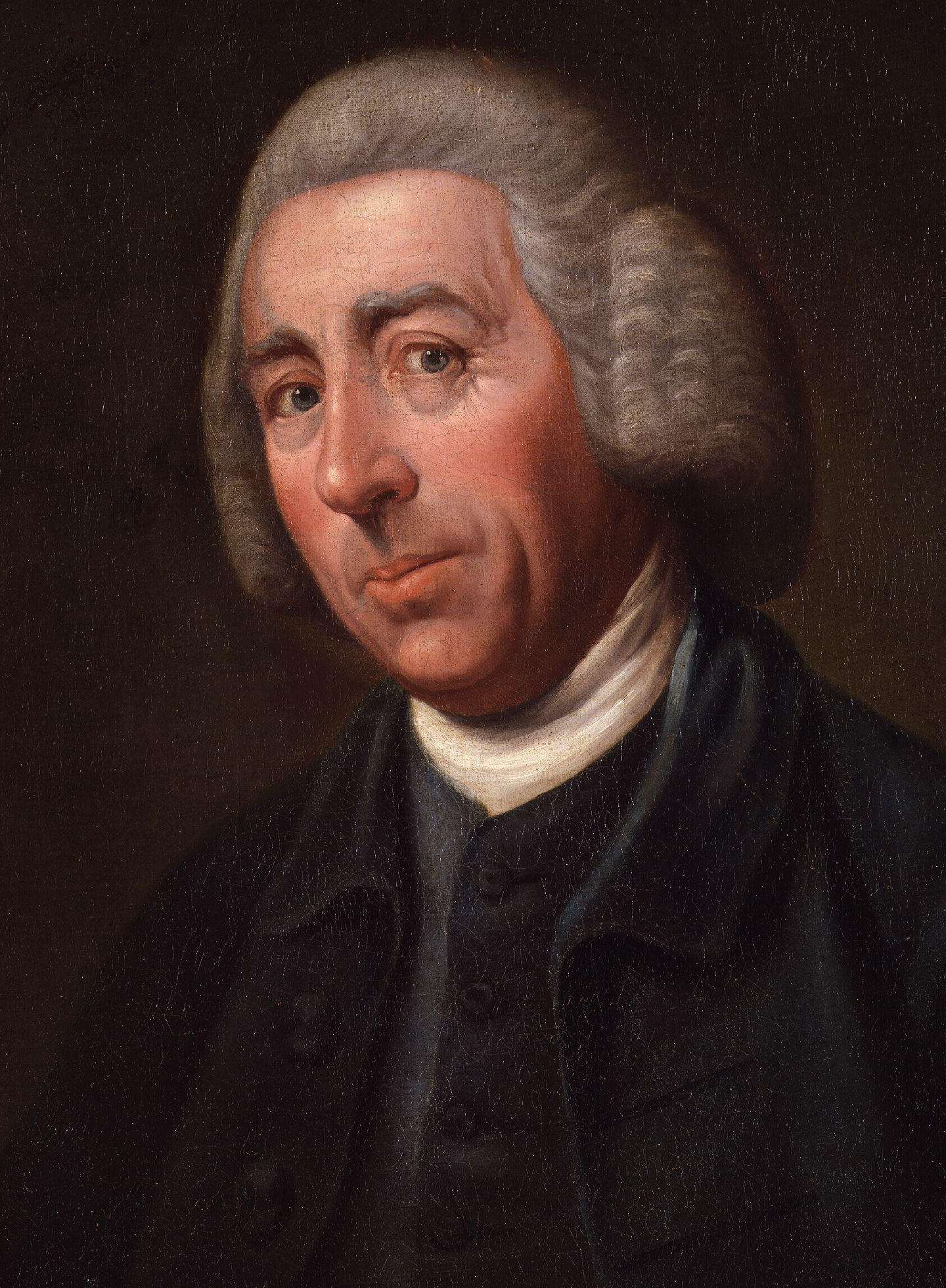
Lancelot ('Capability') Brown

Loudonova averze k Brownovi jde tak daleko, že obdivovaného mistra Browna Loudon ani nejmenuje mezi zahradními architekty, kteří popularizovali a rozšířili styl anglického parku, jakkoliv je nepochybně nejznámější osobou celého stylu. Loudon zdroj Brownovy geniality hledá ve smyslu pro malebnou krásu, kterým se proslavily významné práce Kenta, Hamiltona a Shenstonea, a také upozorňuje, jak mnoho se od nich liší. Ve stejném odstavci kritizuje, že v krátkém čase byly všechny zahrady a parky v Anglii stejné – kolem hranic pozemku obklíčeny pásem dřevin a na holině uprostřed se nacházelo několik shluků stromů a keřů, nebo dvě řeky na různých místech. „Tento popis je zkrátka možné použít na téměř každé místo v Británii upravené asi od roku 1740, kdy vznikla móda upravovat panství podle nového stylu, do roku 1785 nebo 1790, kdy ve velké míře upadla.“ Sir William Chambers napsal, že díky mánii pro rušení alejí nebylo po několika letech možné nalézt tři stromy v řadě za sebou. Brown podle Loudona říká, že nikdy neopustil Anglii, ale poslal žáky a plány do Skotska a Irska, a říká se, že Paulowsky, císařské sídlo nedaleko Petrohradu, je podle jeho návrhu. Brown neuměl zřejmě kreslit, ale měl asistenty, kteří dělali plány toho, co zamýšlel. Brown uzavíral kontrakty na práce a nahromadil pěkné bohatství, jeho syn Lancelot byl členem několika parlamentů. Přímým následníkem Browna byl jeho synovec, Holland, který však více pracoval jako architekt než jako zahradní architekt.
První zkomolení, zkažení anglického stylu, přírodně krajinářského parku, říká Loudon, nastalo, když se tento styl stal módním a oblíbeným. Mělo se tak stát prokázanou pravdou, že „ve všech svobodných uměních je měřítkem míra geniality, nikoliv houf falešných následovníků poplatných době.“ Bláznění po úpravách ve stylu přírodně krajinářského slohu bylo takové, že poptávka po skutečných umělcích s vkusem brzy převýšila jejich nabídku. Umění bylo zjednodušeno na mechanické úpravy a z nové podoby umění zobrazujícího jednoduchost, eleganci, přirozenou přírodu se stal systém přidávání doplňků a uplatňování pevných forem, který v podstatě byl méně různorodý, než prehistorické formální styly. Umění přírodně krajinářských úprav bylo degradováno na tři formy úprav – „chomáče“, „pásy“, a jednotlivé stromy (clump, belt, solitera). Pravidla byla jednoduchá: umístěte pás po obvodu, rozmístěte shluky a jednotlivé stromy uvnitř. Pokud výsledek vypadá jako les, je náročná práce zahradního architekta ukončena. Tyto plány byly vytvářeny nejen místními umělci, ale hlavně hlavně jistým anglickým mistrem (míněno Lancelotem "Capability" Brownem), který na svých cestách sbíral zakázky na tyto plány, které kreslil po návratu. Neliší se od sebe úpravou, pouze velikostí. Jednotvárné produkty těchto mechanických úprav anglickému stylu brzy přinesly špatnou pověst. Vlastníci byli zesměšňováni, že vynakládají nesmírné částky k ničení starých alejí a lesů, a vysazují na jejich místech malé shluky mladých stromů, z žádného jiného důvodu, než že je to moderní.
První symptomy nesouhlasu, které byly proneseny proti degradaci nového vkusu, jsou, zdá se, obsažený v dopisovém románu Village Memoirs (1775). Lze zmínit i báseň v Dodsleyově sbírce s názvem Some Thoughts on Building and Planting (Myšlenky nad výstavbou a výsadbou) jejímž adresátem je Sir James Lowther, publikovanou v roce 1783, kde básník doporučuje: „Móda nemůže vést práce, ale jen smysly architekta“. Essay on Prints a různé malebné cestopisy Gilpina (1724–1804), publikované v různých intervalech od roku 1768 do roku 1790, měly hlavní vliv na formování vkusu. Krásy světla a stínu, obrysu, tvoření sledu a další přísady malebné krásy, nebyly nikdy předtím předvedeny anglické veřejnosti v podobně populárních spisech. Tyto práce byly s nadšením čteny a to zejména mladou generací a působily směrem k formování smyslu pro harmonii a vkusu pro přírodní scenérie, což je podle Loudona jediný bezpečný protijed proti obrození jednotvárnosti, kterou byly charakteristické zmiňované mechanické architektonické úpravy. Jednotvárný styl podle Loudona dovedně ukázali Richard Payne Knight a Uvedale Price v Essays on the Picturesque. The Object of the Landscape (Objekty krajiny) je didaktická báseň, jenž učí „umění tvořit scenérie více harmonické a malebné, než to, s čím se lze setkat v únavných a monotónních scénách tzv. pleasuregroundu.“ Essays on the Picturesque, and on the use of studying Pictures, with a View to the Improvement of Real Landscape (Básně o malebnosti a použití studia maleb s přihlédnutím k úpravám skutečné krajiny) jsou psány se stejným záměrem, ale, jak lze očekávat od prózy, předmět je zpracován mnohem šířeji. Za účelem zjištění, zda současný systém architektonických úprav je založen pouze na zásadách vkusu, se Price začíná ptát, zda existuje nějaký standard, kterým se lze v bodě seskupení a obecné skladby při pracích tohoto druhu řídit, nebo jakýkoliv jiný orgán, vyšší než osoba, která získala nejvíce všeobecnou a populární pověst pro svá díla, a jejíž způsob provedení prací má nejrozsáhlejší vliv na obecný vkus.

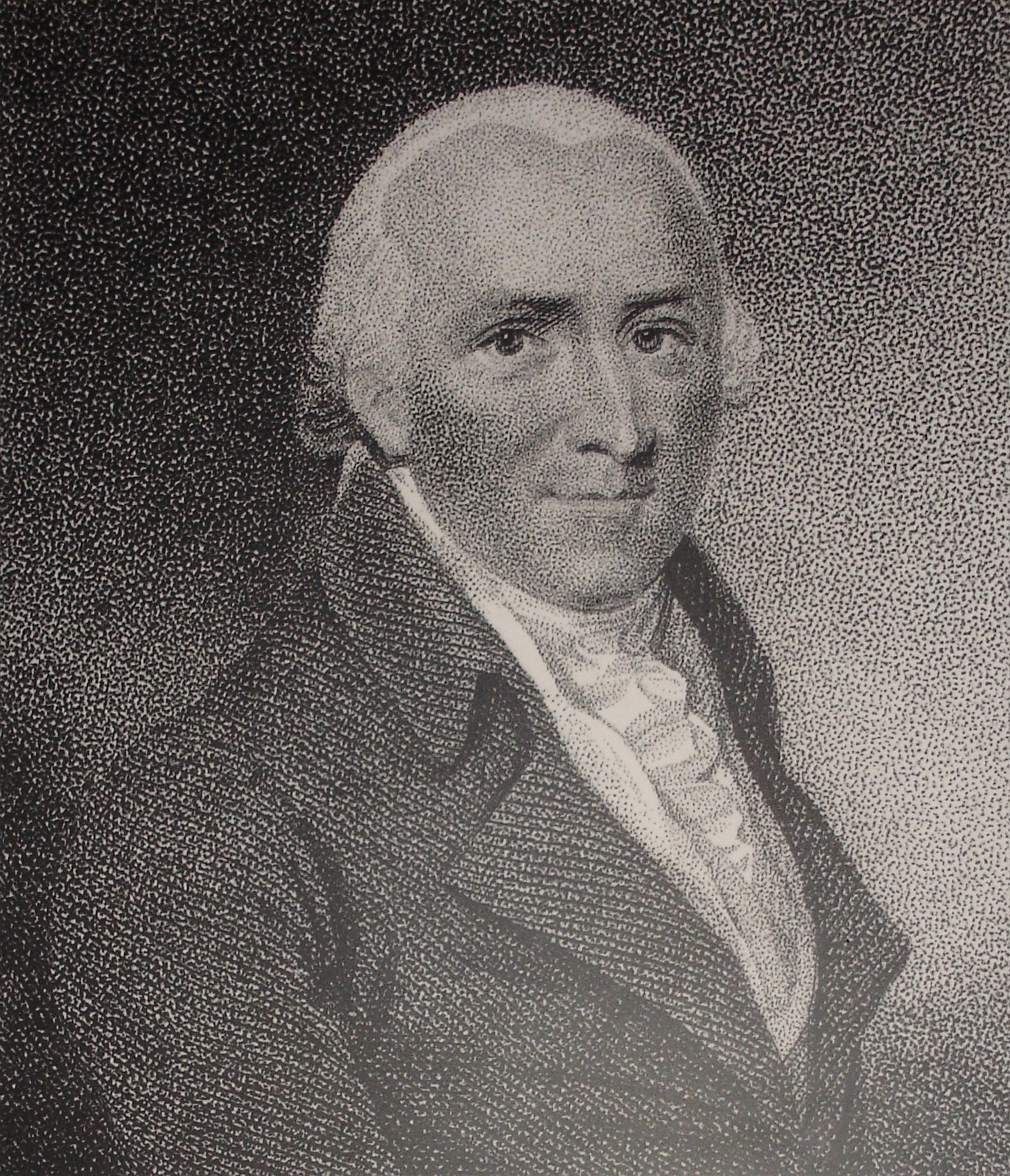
Humphry Repton

Tento standard Price nalézá ve výtvorech „těch ohromných umělců, jež nejpilněji studovali přírodní krásy, v jejich největších a nejdůležitějších efektech, a v jejich nejmenších detailech. Ten, kdo pozoroval každou různorodost formy a barvy, byl schopen vybrat a spojit, a potom, kouzlem svého umění, přenést na plátno všechny tyto různorodé krásy.“ Price doporučuje studium principů malování. Ilustruje dva druhy krásy v krajině – malebnost, charakterizovanou hrubostí, trhaností a náhlými kontrasty, a další krásu, v běžném významu, charakterizovanou hladkostí, vlněními, přesto však s jistou mírou hrubosti a střídáním, produkováním spletitosti a různorodosti. Dává za příklad malby krajiny od Claude Lorraina.
Repton na tuto práci reaguje a jako spisovatel, zahradní architekt a především praktik tvrdí, že „Je ohromný rozdíl mezi scénami v přírodě a obrazy na plátně. 1) Bod, odkud je veden pohled, je stav, situace, kterou zachycuje malíř na plátno, ale zahradník provádí průzkum scény, která se pohybuje, a je nazírána z různých oken v stejné přední straně, takže vidí objekty v různých situacích. 2) Velikost pohledu, nebo zorného pole, je mnohem větší než kterýkoliv obraz dovoluje. 3) Výhled z vyvýšeniny, pohled dolů z příkrého kopce, se v malbě nevyskytuje, ačkoli to je často jedna z nejpůvabnějších scenérií přírodní krajiny. 4) Světlo, které malíř může přinášet z jakékoliv světové strany, musí ve skutečné scenérii, záviset na denní době. Světlo v obrazu může být pouze vytvořeno silnější oproti stínu. 5) Popředí, které je formujícím pohledem, naprosto nezbytné u obrazu, je ve skutečnosti často totálně nedostačující, nebo zřídka si malíř takové popředí vybere. Ozdobný štěrk, chodníček nebo pravidelně nízce kosený trávník by byl malíř nemohl potřebovat při malbě trouchnivějícího stromu, doků, nebo rozbité cesty, stezky mezi příkrými svahy, pokrytými vřesy, kopřivami, a rozedranými bodláky.“ a Priceho názory v poznámkách zesměšňuje. Jako argument Repton cituje Masona: „Skutečnou krajinu, nebo tu, kterou mé umění zdokonaluje, není vždy možné zachytit na papíře nebo plátně, ačkoli vzory a pravidla pro dobrou přírodní krajinu mohou být nalezeny v nejlepších pracích malířů, u kterých nikdy nenajdeme těžkopádnou jednotvárnost, podivné výmysly, nebo pracnou malost, ale zřetelné kontrasty a bezstarostné linky, jejichž vlnění prostupuje plátnem v hravé proměnlivosti.“ H. Repton je považován za nejvýznamnějšího zahradního architekta pozdního období stylu anglického parku, období po smrti Browna.

### Přírodně krajinářský park na konci 19. století
Nejlepší zkušenosti svých předchůdců využívají H.Repton a J.Nash. Obzvláště Humphry Repton dokázal vytvářet architektonická díla s vkusem a řemeslnou jistotou.
Vkus zahradních úprav v Anglii na konci 18. století a na začátku 19. století Loudon považoval za významně zlepšený, vybroušený diskusemi, chybami a opravami, a velkým množstvím hezkých příkladů. Poznamenává, že je také více liberální než půlstoletí předtím, a připouští použití krás každého stylu, dokonce i geometrických, podle vhodnosti. Největší umělec té doby, od smrti Browna a Eamese, byl Humphry Repton. Tento džentlmen začal svou kariéru jako mistr ozeleňování asi v roce 1788. Ačkoli nejdříve zjevný obhájce a stoupenec Browna, v porovnání s jeho dřívějšími pracemi je jeho Observations on the theory and practice of the landscape gardening, publikovaná v roce 1817, více dílem samostatně smýšlejícího a praktického architekta, který výhodnost a použitelnost řadí v zahradní úpravě na stejnou úroveň jako krásu a stylovost. Jeho literárními pracemi (a zásluhou jeho kritiků) byly dány základy jasných a praktických pravidel, které zdůvodňují a formulují smysl a způsob zahradních úprav, sice především přírodních stylů, ale zahradních a parkových úprav všeobecně vzato bez ohledu na styl. Věnuje se jak charakteru úprav, tak používaným nástrojům úprav a jejich vlastnostem. Reptonovy knihy byly šířeny po celé Evropě a pro ty, kteří je dokázali i pochopit, se staly zdrojem poučení. Z Reptonových knih například čerpal své znalosti zahradní architektury Goethe. Reptonovy názory, poznatky, jím shrnuté zákonitosti byly ještě o sto let později nejen označeny jako stále platné a cenné, ale pro svoji platnost a hodnotu dále interpretovány (např. Frank Albert Waugh). Za největšího z Reptonových následovníků je považován Frederick Law Olmsted , jak na začátku 20. století v úvodu k americkému vydání Reptonových knih píše i John Nolen, který rovněž tvořil v přírodně krajinářském stylu, ve stylu anglického parku.

### Pozdní období a navazující styly

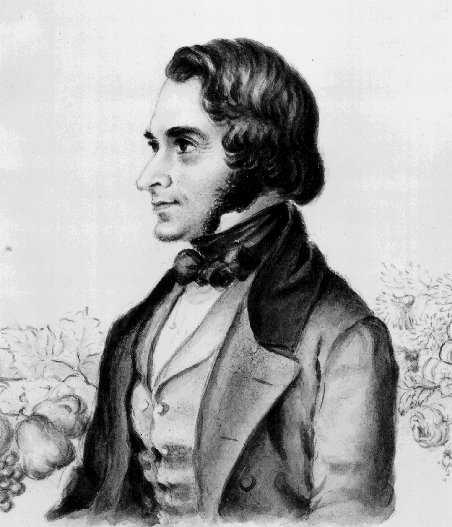
Andrew Jackson Downing (1815-1852)

Styl, který byl původně pojmenován anglický park, anglická zahrada, přírodně krajinářský styl, i se svými nezměněnými ideály přerostl s osobou F.L. Olmsteda do dnešní podoby krajinného inženýrství a urbanismu. Olmsted byl jednou z nejvýznamnějších osob tohoto stylu v 19. a 20. století. Jeho předchůdcem v USA byl Andrew Jackson Downing (1815-1852), známý školkař, spisovatel a zahradní architekt, který pokračoval v tradici anglického parku v Americe. V roce 1841 vydává svoji první knihu A Treatise on the Theory and Practice of Landscape Gardening, Adapted to North America, která se setkala s velkým úspěchem, byla první knihou tohoto druhu vydanou v USA. Downing byl propagátorem novogotického (pseudogotického) stylu v zahradních úpravách anglického parku. Je nazýván otcem americké zahradní architektury ("The Father of American Landscape Architecture"). Jeho práce měly přímý vliv na F.L. Olmsteda.
Zastánci úprav, které byly více „malebné“ (picturesque garden), už během vývoje stylu anglického parku postupně vytvářeli proudy, které byly více romantizující anebo určené pro menší plochy. To souviselo zejména s obeznámením veřejnosti s krásami a stylem moderních zahradních úprav. Hlavními osobnostmi nového romantizujícího přírodního stylu v Anglii byli William Robinson a Gertrude Jekyll, kteří se snažili o více malebnějších úprav, po kterých volali už v 18. století Gilpin, Loudon, Richard Payne Knight a Uvedale Price. Ti svými pracemi, které se lišily od pozdních přírodně krajinářských parků, jejichž hlavním zastáncem byl v této době Repton, dali postupně ideový základ zcela samostatnému proudu, založenému na hromadění atraktivních objektů, silných kontrastech, velmi nápadných a romantických úpravách, napodobujících obrazy. Tento dekorativní styl je blízký stylu venkovské zahrady propagovanému v 19. století sdružením Arts and Crafts movement. Hlavní představitelé tohoto hnutí otevřeně staví na názorech zastávaných Addisonem, odmítají pravidelně řezané tvary a stojí proti zastáncům zahrad formálního stylu.
Ke konci 19. století byla koncepce anglických parků napadána s tím, že jde o samoúčelnou krásu nebo bezobsažné kopie přírody. Ve stejné době přichází posun tvorby parků směrem k vyšší efektivnosti kompozice pro účely rekreace a volnočasových aktivit.

### 20. a 21. století
Ve dvacátém století v mnoha ohledech čerpají z prací mistrů anglického parku parkové úpravy Jense Jensena, včetně prvků, pohledů, spletitosti a vedení cest a vodních toků. Přírodně krajinářské parky ochuzené o romantizující prvky byly vzorem i pro stavbu parků a zahrad během celého 20. století. Přírodně krajinářské zahrady se staly přelomem v architektuře zahrady. Mnohé prvky a principy, které zavedli architekti přírodně krajinářských zahrad, přežívají dodnes. Zejména jde o kompozici skupin dřevin, práci s vodou a terénem v zahradě, důkladné plánování průhledů a nerovné cesty. V průběhu 20. století jsou však úpravy zahradních architektů zjednodušovány, zkušenosti a znalosti zapomínány. Do popředí zájmu se dostávají jednodušší okázalé dekorativní úpravy.
Staré anglické parky, včetně parků ve slohu anglického parku, jsou rekonstruovány a navštěvovány. Mezi rekonstruovanými parky vynikají úpravy s romantizujícími napodobeninami, pitoreskními stavbami, nevkusnými nesmysly, směsí cizokrajných dřevin. Přehlídka nesmyslů tak přehlušuje kvalitní díla a původní krásu stylu pramenícího z touhy po přírodě a přirozenosti.

## Anglo-čínská zahrada

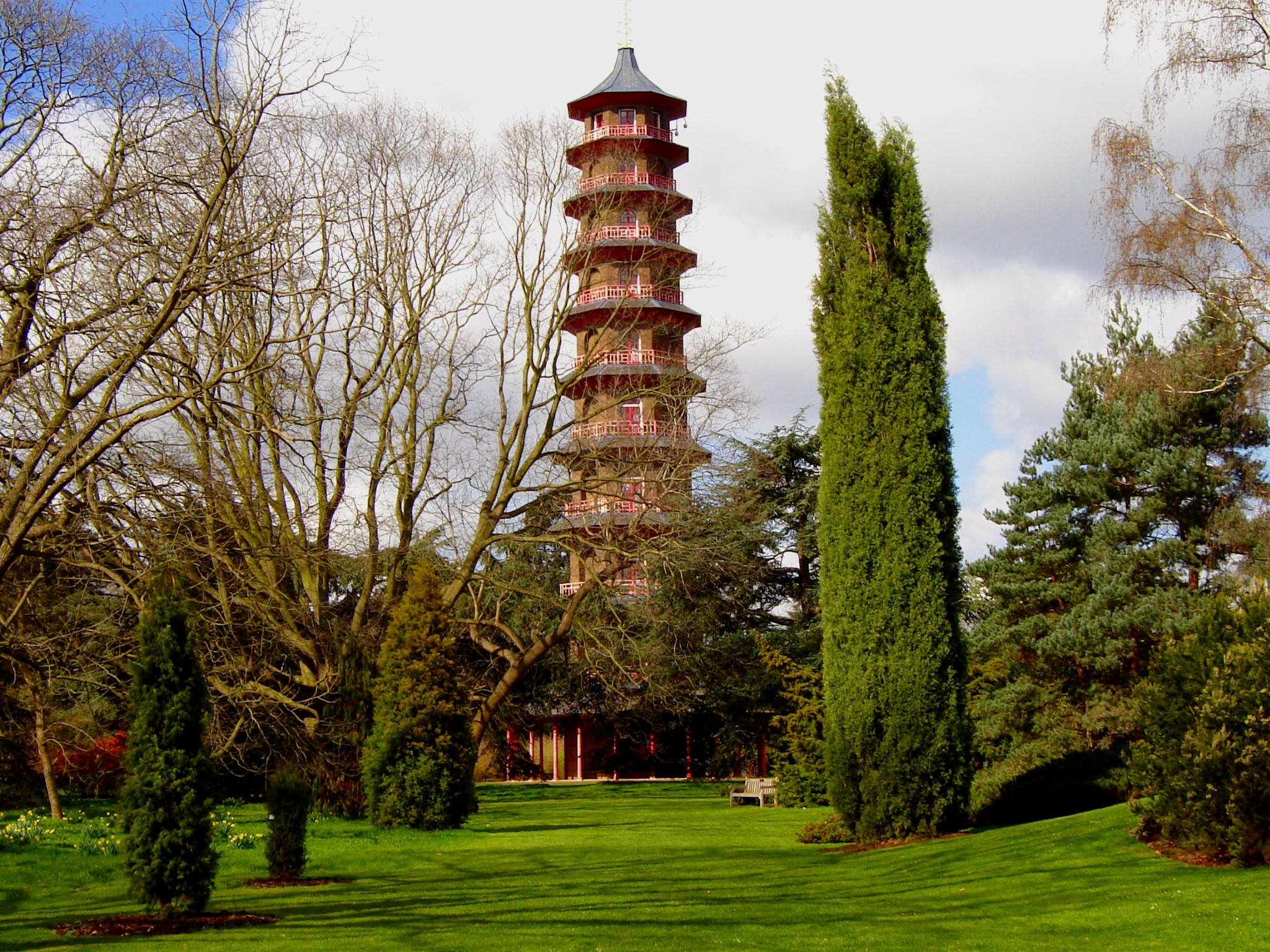
Zahrady v Kew - pagoda

Čínský dům byl postaven v zahradě při Stowe House roku 1838, a zahájil tak módu exotické architektury v zahradách. Čínské architektonické prvky získaly popularitu díky Williamu Chambersovi (1723-1796), který žil několik let v Číně, 1745 – 1747 a napsal knihu The Drawings, buildings, furniture, habits, machines and untensils of the Chinese, která byla zveřejněna v roce 1757. Ve stejném roce byla postavena zahradní pagoda a čínský dům v Kew, v Londýně. Zahrada včetně zahradní architektury symbolizovala všechny kouty světa a všechna historická období. Anglo-čínský zahradní styl se stal populárním na konci 18. století a čínské pavilony se objevily v anglických zahradách po celé Evropě (například zahrady Bagatelle v Paříži mají čínské domy a je zde i čínská pagoda). Před Chambersem byl propagátorem čínských zahrad W. Halfpenny, který úspěšně propagoval čínské pavilony a drobné doplňky. Díla obou zahradních architektů jsou předlohou mnoha zahrad se sentimentálními čínskými (pagody), nebo islámskými (minarety) motivy po celé Evropě. Teoretik C.C.L. Hirrschfeld ve svém díle Theorie der Gartenkunst upozorňuje na charakter jejich díla a T. Whateley poznámkami v práci Observation on Modern Gardening z roku 1770 přispívá k šíření jejich stylových změn po Evropě.

## Gotický vliv v anglické zahradě
Kolem roku 1750 se v anglické zahradě ke klasické čínské architektuře připojily gotické zříceniny. To bylo z velké části výsledkem vlivu básníka Horace Walpola, který oživil gotické prvky na svém domě a zahradě na Strawberry Hill v Twickenhamu. Gotizující vlivy
u staveb, pro soulad s kompozicí parku, si oblíbil H.Repton, avšak postupoval při svých doporučeních s důrazem na pohodlnost uživatele a možnost použití moderního komfortu.

## Ferme ornée
Klasicizující pojetí přírodně krajinářského parku představují H. Hoare a W. Shenstone. Shenstone prosazoval tzv. „ornamented farm“, okrasný statek, nazývaný též „ferme ornée“. Pole, louky, stromořadí a rybníky se podílejí na estetickém díle. Výsledkem je záměrně kultivovaná krajina sloužící jak ozdobným, tak hospodářským cílům. Okrasný statek je podle některých zdrojů podnětem i pro dnešní krajinotvorbu.
Jeden z největších architektů anglického parku, H.Repton, si dovolil kritizovat ve svém díle ferme ornée, kterou založil a udržoval Shenstone, nejen jako dílo, ale i jako nesmysl a nevkus, za což jej odsoudilo mnoho jeho významných současníků. O mnoho let později jdouce v jeho stopách další velká osobnost, jeden z nejvýzanmnějších amerických krajinářských architektů Frederick Law Olmsted, došel ke stejnému názoru. 
Frank Albert Waugh, americký krajinářský architekt, v knize Book of Landscape Gardening v roce 1922 píše: na hospodářském dvoře (ferme ornée), „kde jsou často dělány dobré pokusy v ozdobném zahradničení je řádný ohled na čistotu také předpokládán, trakař by neměl být zanechán postavený před domem týden nepoužitý, kurníky, psí boudy, brusky a další zemědělská výbava by měla být za hlavním obytným domem nebo přinejmenším uloženy mimo trávník. Na nějakých pozemcích se více nebo méně smetí v omezeném množství nezbytně hromadí, a to se může včas shromažďovat, aby nebyl zničen tak velmi pracně vytvořený efekt jednoty, různorodosti, charakteru a vhodnosti.“

## Rozšíření anglické zahrady na kontinent

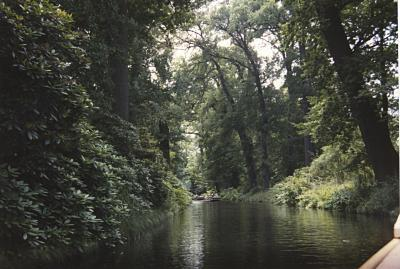
Dessau-Wörlitz byl jeden z největších parků v anglickém stylu v 18. století v Evropě.

Názorným příkladem vývoje zahrad od francouzských k anglickým přírodně krajinářským parkům jsou zahrady ve Stowe. Tytéž vývojové fáze sledujeme na kontinentu. Popis anglické zahrady poprvé uvedl ve Francii Abbe Le Blanc, který zveřejnil své zápisy z plaveb do Anglie v letech 1745 a 1751. Spisovatele a architekty v Evropě ovlivnil spis o anglické zahradě, Observations on Modern Gardening (Postřehy z moderního zahradnictví), který napsal Thomas Whately a publikoval v Londýně v roce 1770. Kniha byla přeložena do francouzštiny již v roce 1771. Po ukončení sedmileté války v roce 1763 mohla francouzská šlechta plout do Anglie, kde během svých návštěv měla možnost zhlédnout zahrady v novém stylu. V tomto moderním stylu byly následně upravovány francouzské zahrady. Nový styl měl i tu výhodu, že vyžadoval méně zahradníků, a byl tedy méně náročný na údržbu, než byla francouzská zahrada.
Od druhé poloviny 18. století se anglický park s romantickými stavbami rychle prosazuje po celé Evropě, zejména v Rusku, Rakousko-Uhersku, Německu a Francii. Na propagaci anglického přírodně krajinářského parku se podíleli i Voltaire, Jean-Jacques Rousseau, Arthur Schopenhauer nebo Johann Gottfried Herder. Filosofové i přírodovědci vítali přírodně krajinářský park. V letech 1770-1788 vycházel v Paříži na pokračování velký sborník grafických listů „Jardins Anglo-Chinois“, shrnující nejrůznější realizace krajinářských parků i zahrad a obsahující i ukázky čínských zahrad. V roce 1774 vyšly Wateletovy “Essaye”, které opěvují “okrasný statek”.
Voltaire byl na návštěvě Anglie v roce 1726 okouzlen naivními hříčkami raných protoromantických parčíků a imponovala mu prostota nového slohu proti strohosti a okázalosti francouzských zahrad. Jedním z prvních anglických parků na evropském kontinentu byl Ermenonville ve Francii, postavený markýzem René Louisem de Girardinem v letech 1763-1776. Je založen na ideálech Jeana Jacquese Rousseaua, který zde byl později dokonce pohřben. Rousseau a zakladatel zahrady navštívili o několik let dříve Stowe. Jiné příklady prvních anglických parků na starém kontinentu jsou Désert de Retz v Yvelines (1774-1782), Parc de Bagatelle u Château de Bagatelle v Bois de Boulogne na západ od Paříže (1777-1784), Folie Saint James v Neuilly-sur-Seine (1777-1780) a Château de Méréville v Essonne (1784-1786). Dokonce i ve Versailles, vzoru všech francouzských zahrad, byl malý anglický krajinářský park s římským chrámem Petit Trianon a napodobeninou vesnice, Hameau de la Reine, vytvořenou pro Marii Antoinettu.
Nový styl se také rozšířil do Německa. Central Wörlitzer Park, v blízkosti městečka Wörlitz, byl založen v letech 1769 až 1773 vévodou Leopoldem III. na základě modelů Claremontu, parku ve Stourheadu a Stowe. Dalším pozoruhodným příkladem byla Anglická zahrada v Mnichově, v Německu, vytvořená v roce 1789 sirem Benjaminem Thompsonem (1753-1814).
Styl se rychle rozšířil i do Ruska, kde v roce 1774 Kateřina Veliká upravila podle nového stylu park svého paláce v Carském Selu s kompletním modelem čínské vesnice a Palladianským mostem, vytvořeným podle Wilton House.
Ve druhé polovině 18. století se nové zahrady ve francouzském stylu zakládají už jen zřídka a obhajují je jen jejich tvůrci. Jen někteří se rozhodli jít proti novému proudu a pokračovat v tradici francouzských zahrad. Takovým oponentem anglického parku byl například zahradník a botanik Jan Prokop Mayer, autor würzburských rokokových zahrad.
Smířlivý postoj k ostrým sporům zaujal Johann Wolfgang von Goethe, přívrženec krajinářského parku, který neodsoudil francouzskou zahradu a pochopil nesmyslné spory o znásilňování nebo neznásilňování přírody, snad vlivem Reptonových prací, které (podle Loudona) důkladně studoval a kde lze tento liberální přístup najít také. V letech 1770 vychází listy Jardins Anglo-Chinois  shrnující pestrou evropskou tvorbu ve stylu anglických zahrad v sentimentálním stylu a v roce 1774 také Essaye od Wateleta.

## Charakteristika evropského přírodně krajinářského parku
Evropské "anglické zahrady" jsou obvykle vytvořeny v menším měřítku a jsou plné atraktivních doplňků, čímž se liší od většiny anglických přírodně krajinářských zahrad. Evropský anglický park obsahuje řadu romantických prvků. Vždy je přítomen rybník, nebo jezírko s molem či mostem. Na rybník je výhled z kulatého nebo šestiúhelníkového pavilonu, často napodobujícího monopteros, římský chrám. Někdy má park také „čínský pavilon“. Hlavní součástí anglické zahrady v Anglii jsou sekané trávníky v kontrastu k vodním plochám na lesním pozadí, se shluky stromů a háji.
Druhá vlna stylu napodobování anglických zahrad, která se stala populární během dvacátého století ve Francii a severní Evropě, začala na konci devatenáctého století a napodobuje anglickou venkovskou zahradu.
Hlavní proud architektury anglického parku byl revidován na počátku devatenáctého století. Ve snaze být více „zahradeskní“ („gardenesque“), efektní, obsahoval keře a stromy uspokojující botanickou zvědavost, takové, které by byly více pozoruhodné. Znamenalo to i návrat květin v tvarovaných květinových záhonech. Tato verze anglického přírodně krajinářského parku byla nejvíce napodobována v Evropě v 19. století. Anglické parky budované od roku 1840 byly více omezené do rozsahu a umístěné bliže obytným budovám. Jeden z nejlepších známých anglických parků v Evropě je Anglická zahrada (Mnichov) v Mnichově.